# Förderverein Romanische Kirchen Köln

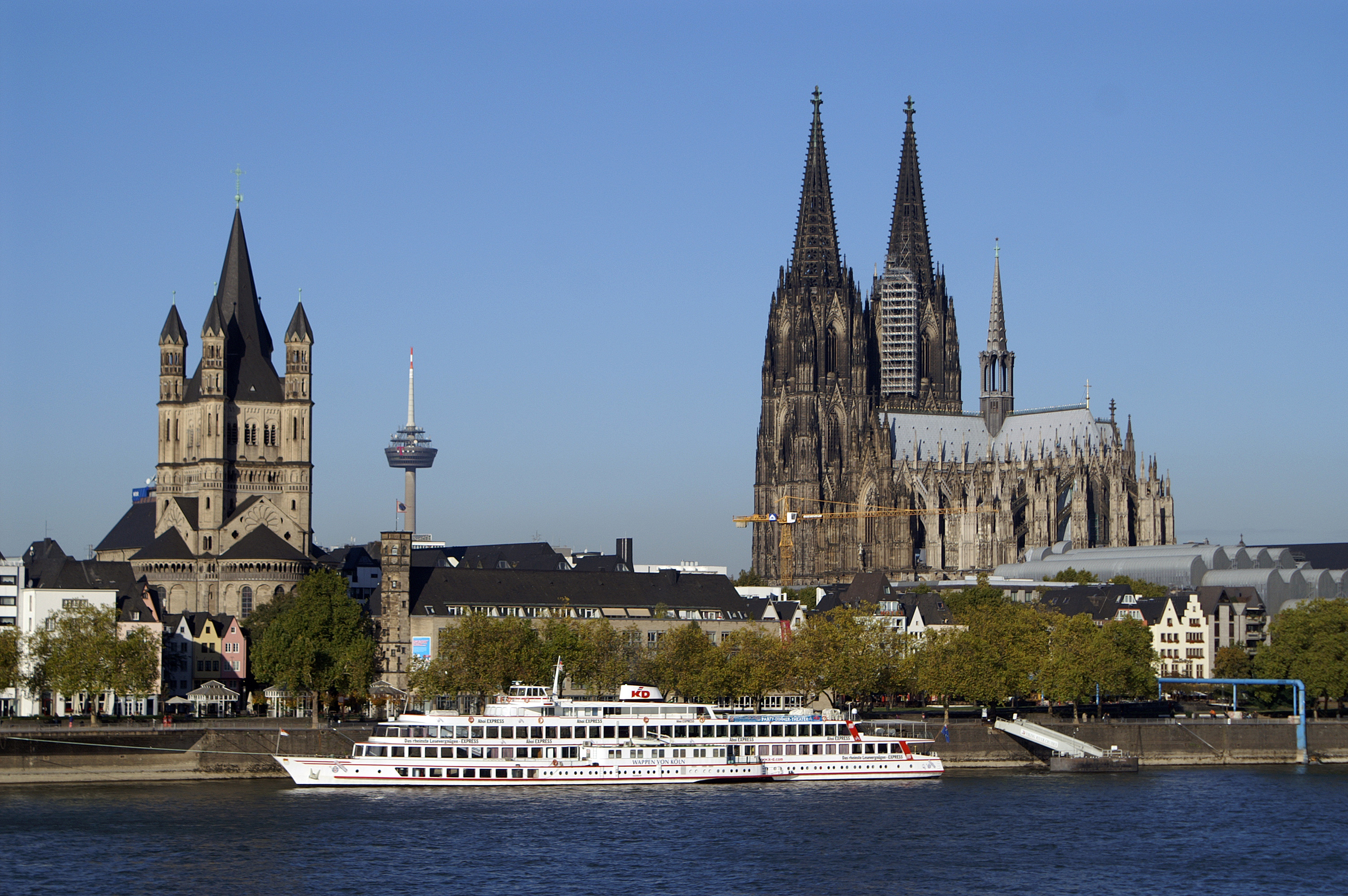
Romanische Kirche Groß St. Martin und gotischer Kölner Dom (2010)

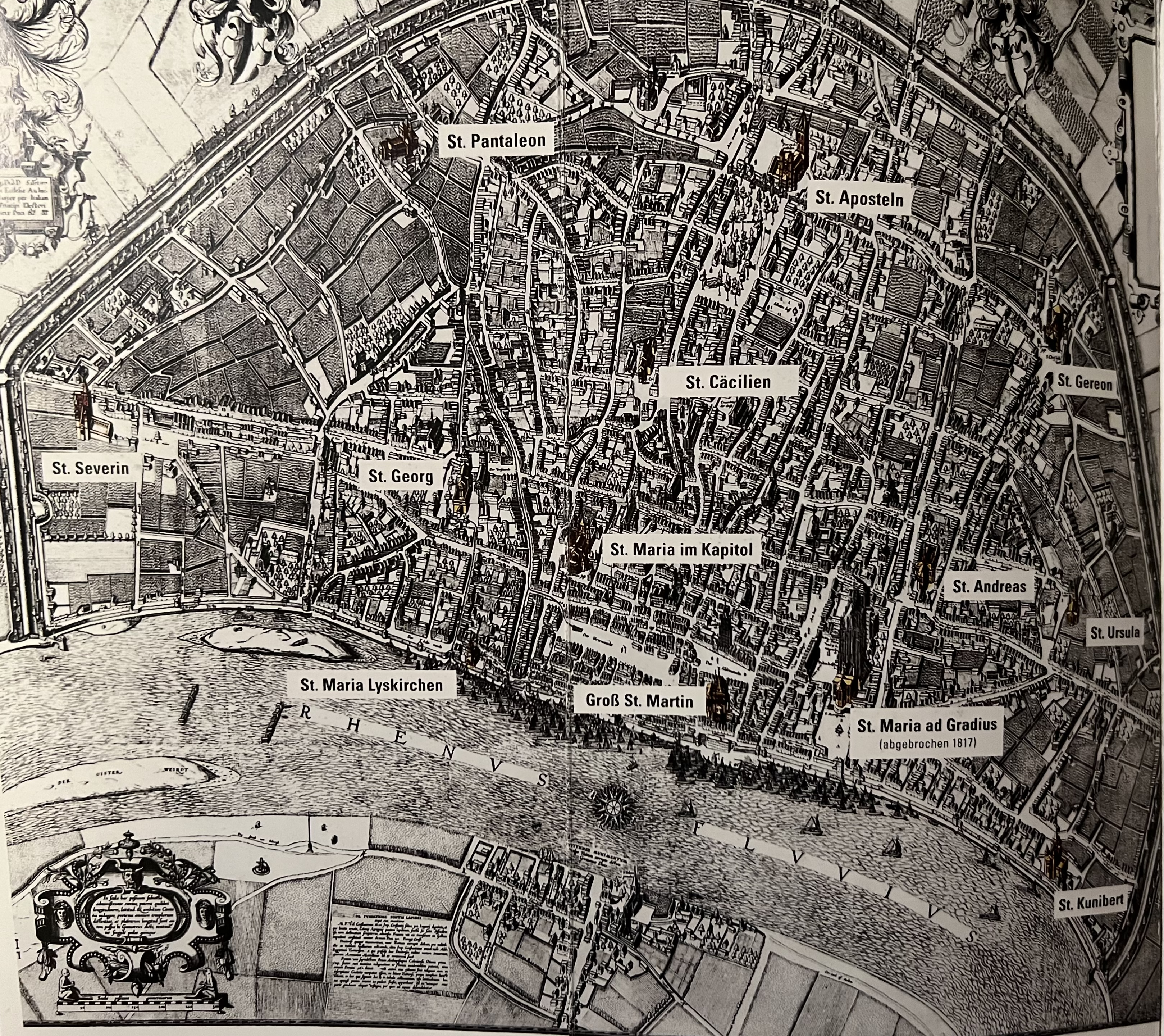
Lageplan der großen romanischen Kirchen von 1571

Der Förderverein Romanische Kirchen Köln e. V. setzt sich für den Erhalt und die Ausgestaltung der 12 großen und 13 kleinen romanischen Kirchen ein, die in den Jahren zwischen 1000 und 1250 in Köln erbaut wurden und einzigartige Zeugnisse der reichen mittelalterlichen Geschichte der Stadt sind. Mit vielen Veranstaltungen und kulturellen Angeboten fördert der Verein die Aufmerksamkeit für diesen architektonischen Schatz. Führungen, Konzerte, Exkursionen, öffentliche Werbung und wissenschaftliche Erforschung werden organisiert und unterstützt. Die mehr als 2400 Mitglieder des Vereins erhalten mit dem Jahrbuch „Colonia Romanica“ (seit 1986) kostenlos einen Überblick über neueste Erkenntnisse und Entwicklungen. Darüber hinaus finanziert der Verein wichtige künstlerische und architektonische Ergänzungen in den Kirchen. Der Verein wurde 1981 gegründet.

## Die 12 großen romanischen Kirchen
In den 1970er-Jahren war der größte Teil der Kriegsschäden an den Kirchen, die der vormalige Kölner Stadtkonservator Ulrich Krings 2007 in einem Buch mit 480 Millionen Euro bezifferte, behoben und damit ein wesentlicher Teil des Stadtbildes wiederhergestellt. Bei St. Kunibert beteiligte sich der Verein am Wiederaufbau des Westbaues bis 1985. Anschließend konnte sich das Interesse und Engagement der in Köln traditionell mäzenatischen Bürger und Firmen auf Erhalt und Inwertsetzung der Kirchen richten.
In das Förderprogramm wurde das Ensemble der zwölf großen Kirchen in der Altstadt aufgenommen. Die 13. romanische Kirche, St. Maria ad gradus, die auf dem Plan von 1571 zu sehen ist, war schon 1817 abgebrochen worden. Die verbliebenen zwölf Kirchen sind:
- St. Andreas
- St. Aposteln
- St. Cäcilien
- St. Georg
- St. Gereon
- St. Kunibert
- St. Maria im Kapitol
- St. Maria in Lyskirchen
- Groß St. Martin
- St. Pantaleon
- St. Severin
- St. Ursula

Bereits 1950 hatte Rudolf Schwarz in seinem Buch Das neue Köln den Halbkreis der Romanischen Kirchen Kölns als Via Sacra angesprochen. Ein halbes Jahrhundert später wurde diese Idee durch den Bochumer Professor für Architekturgeschichte Wolfgang Pehnt aufgegriffen. Hiltrud Kier schrieb 2003 ein Buch über die Via Sacra.

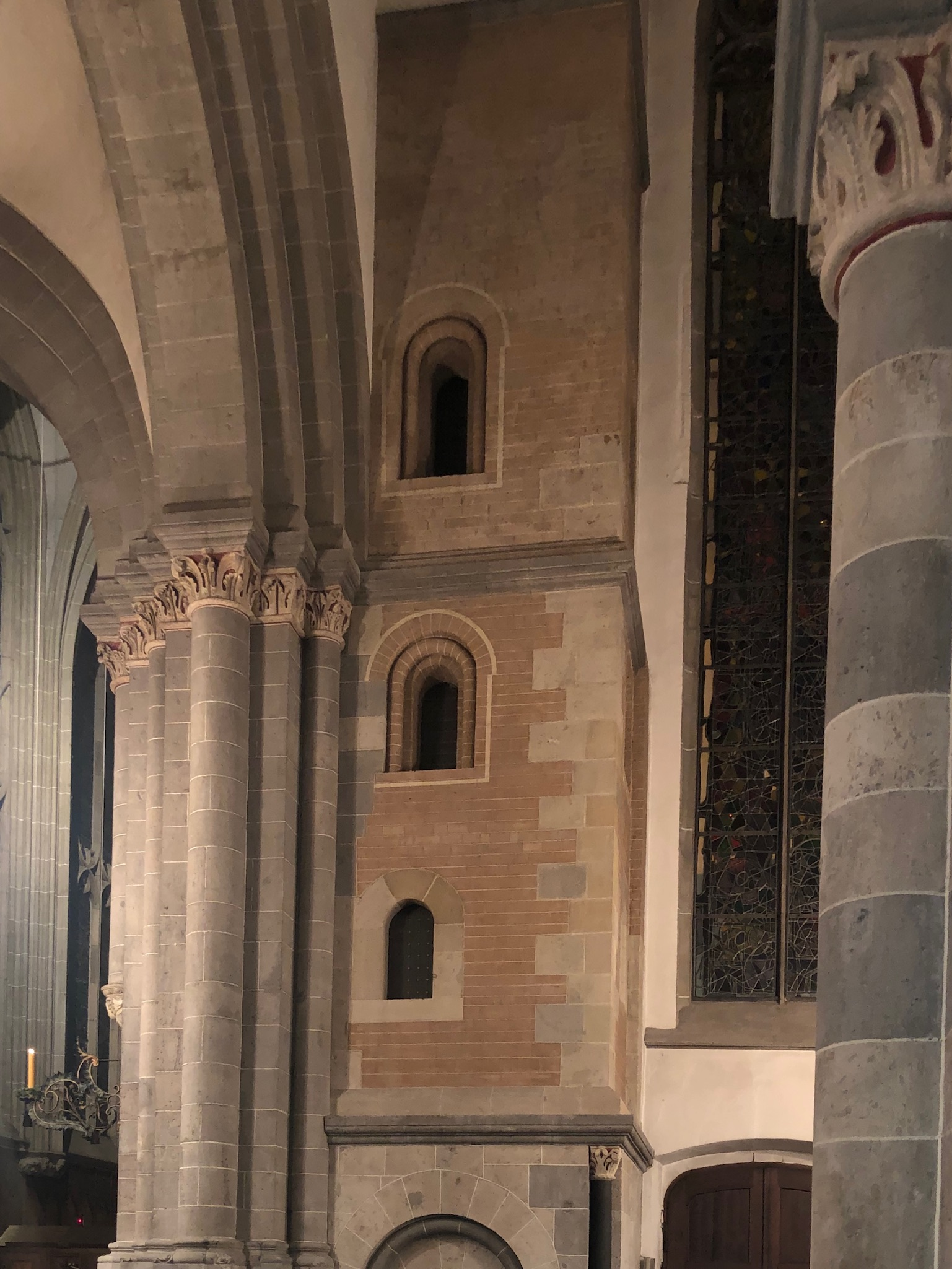
Innenliegender romanischer Treppenturm in St. Andreas
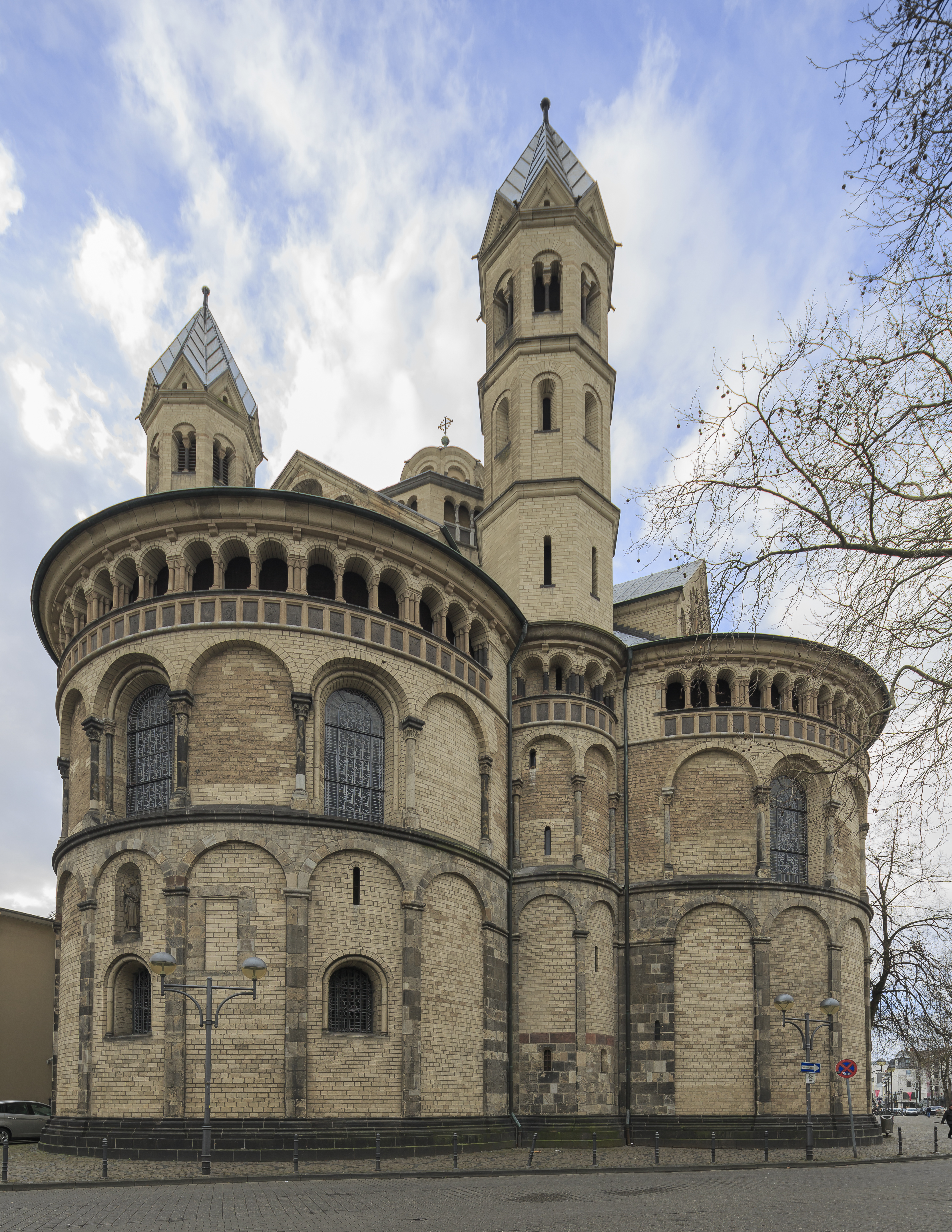
St. Aposteln, Dreikonchenchor
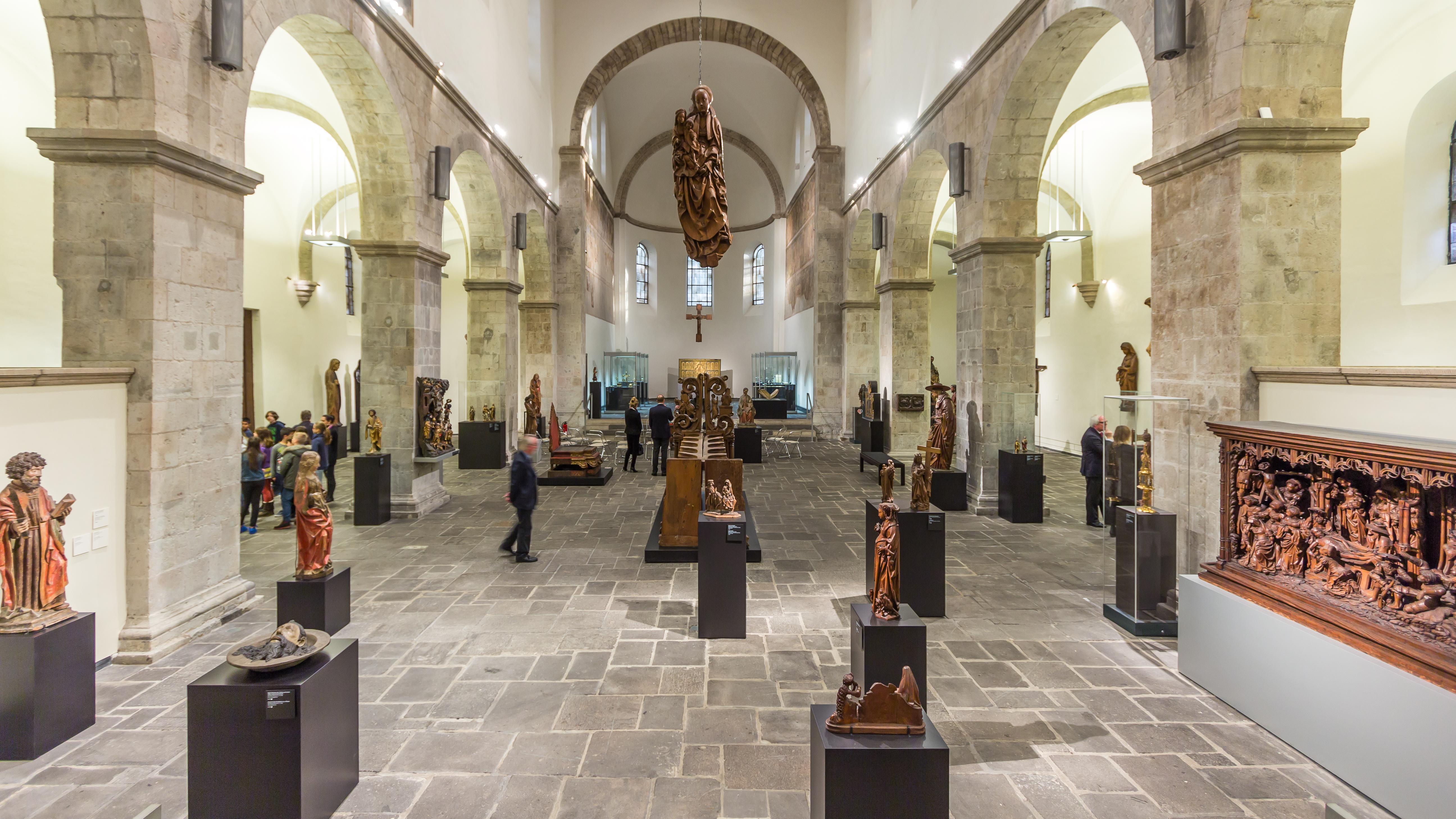
St. Cäcilien, Mittelschiff als Museum
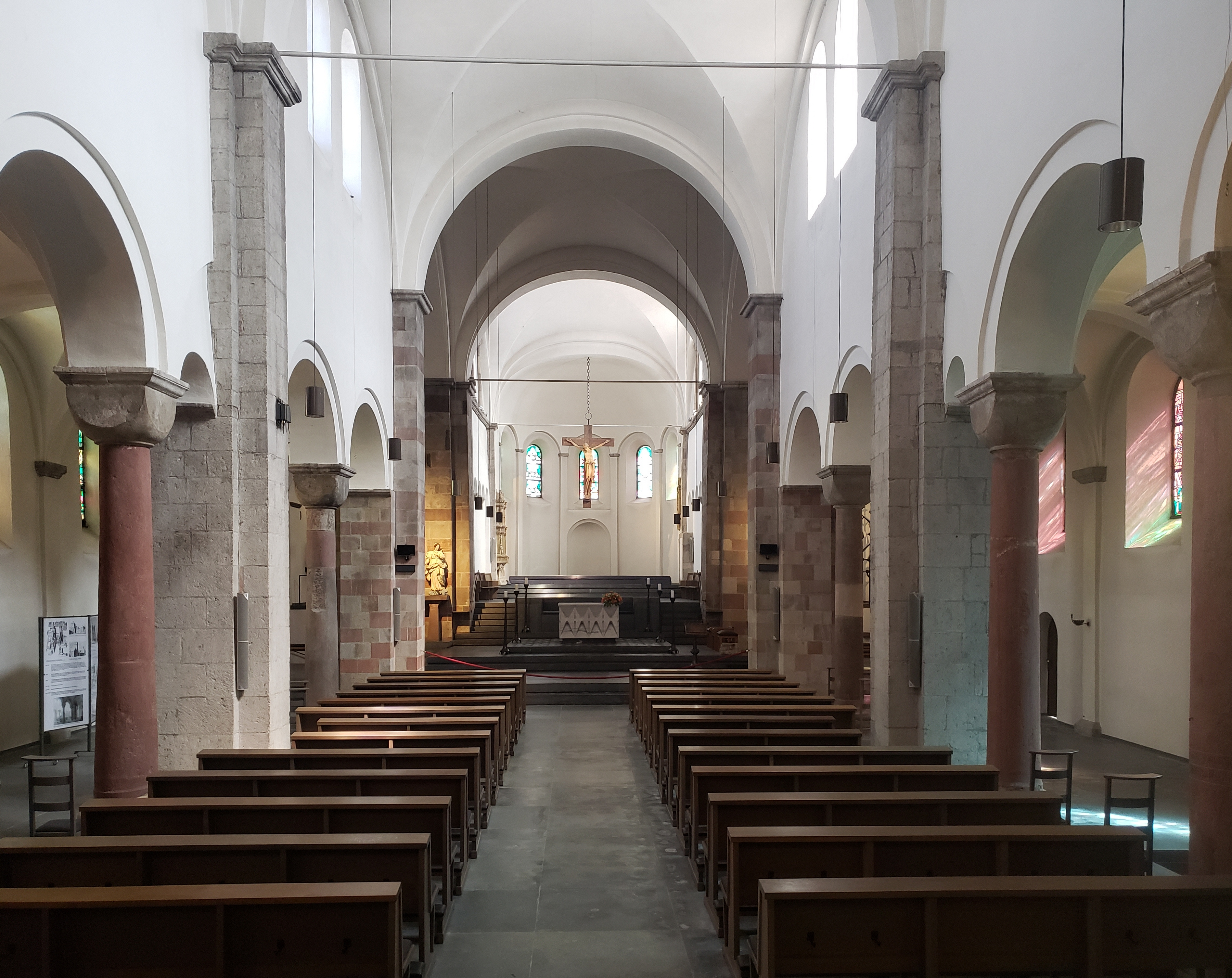
Innenansicht St. Georg mit Säulenreihen
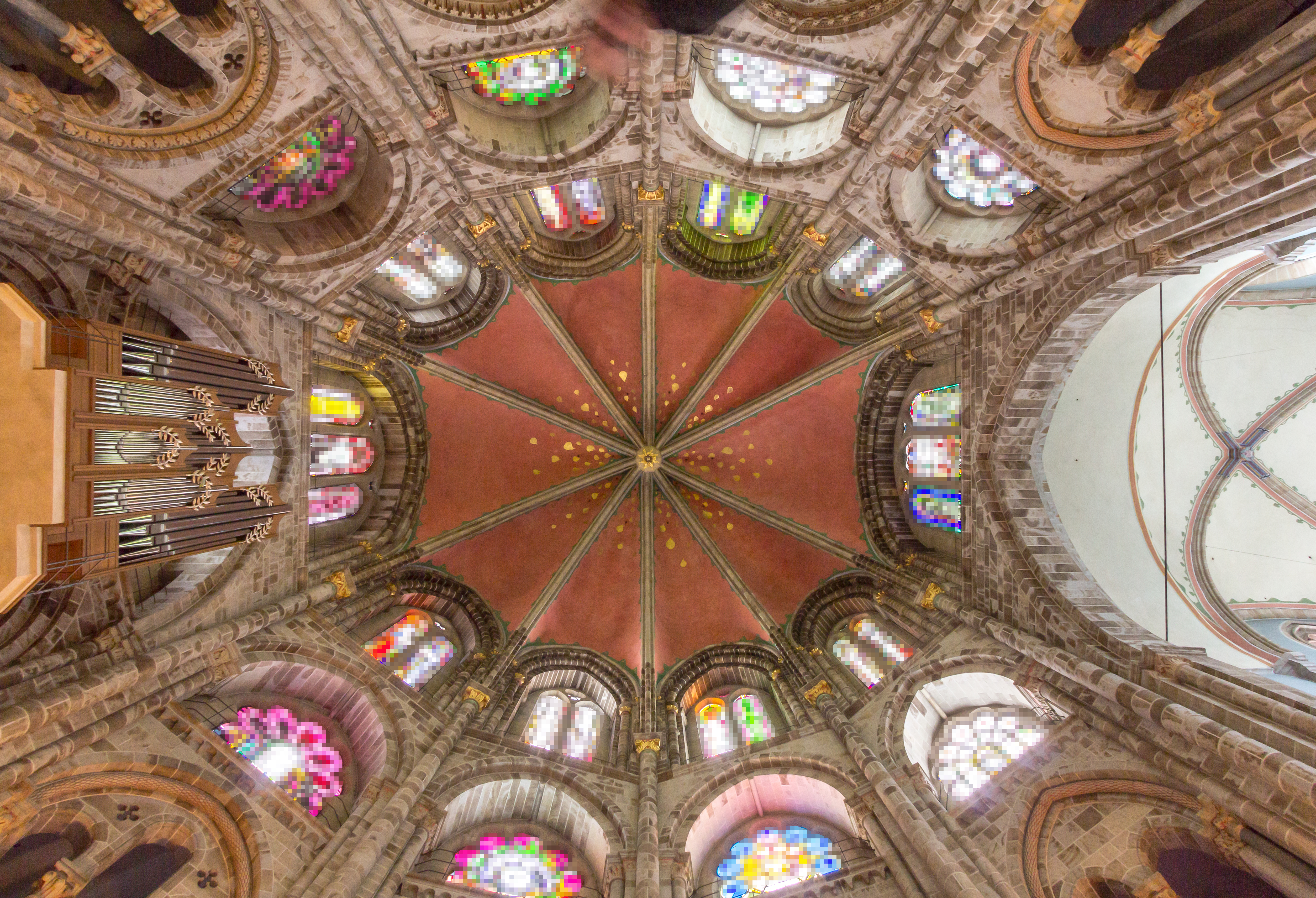
St. Gereon, Dekagon, staufischer Aufbau
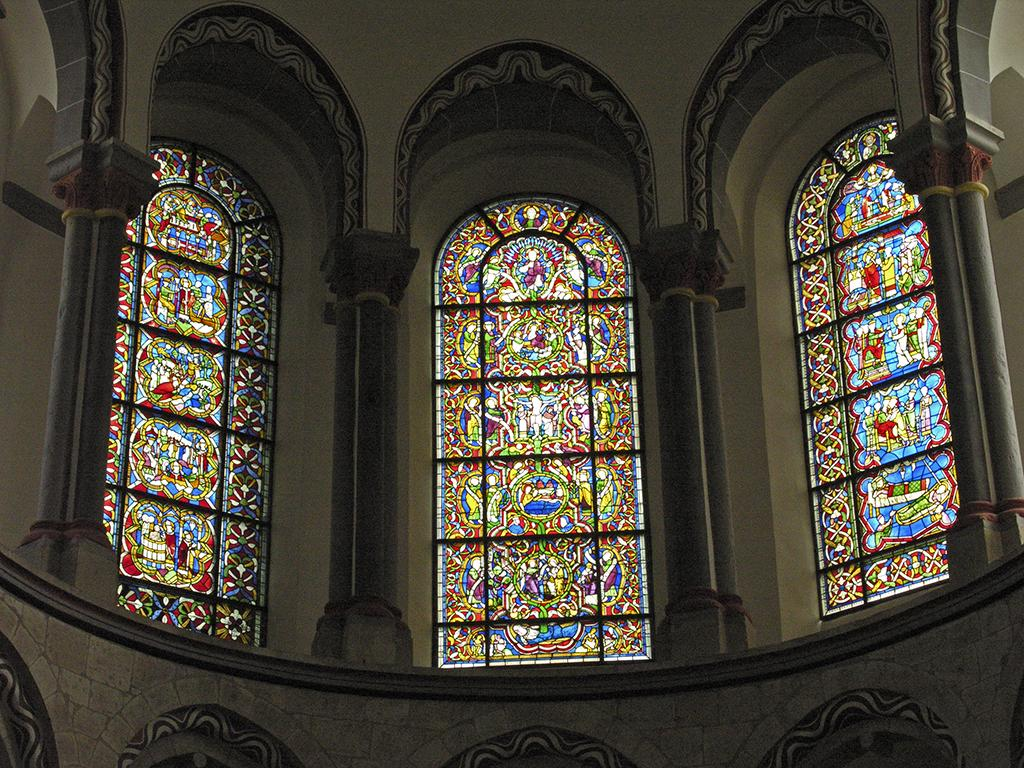
St. Kunibert, obere Chorfenster
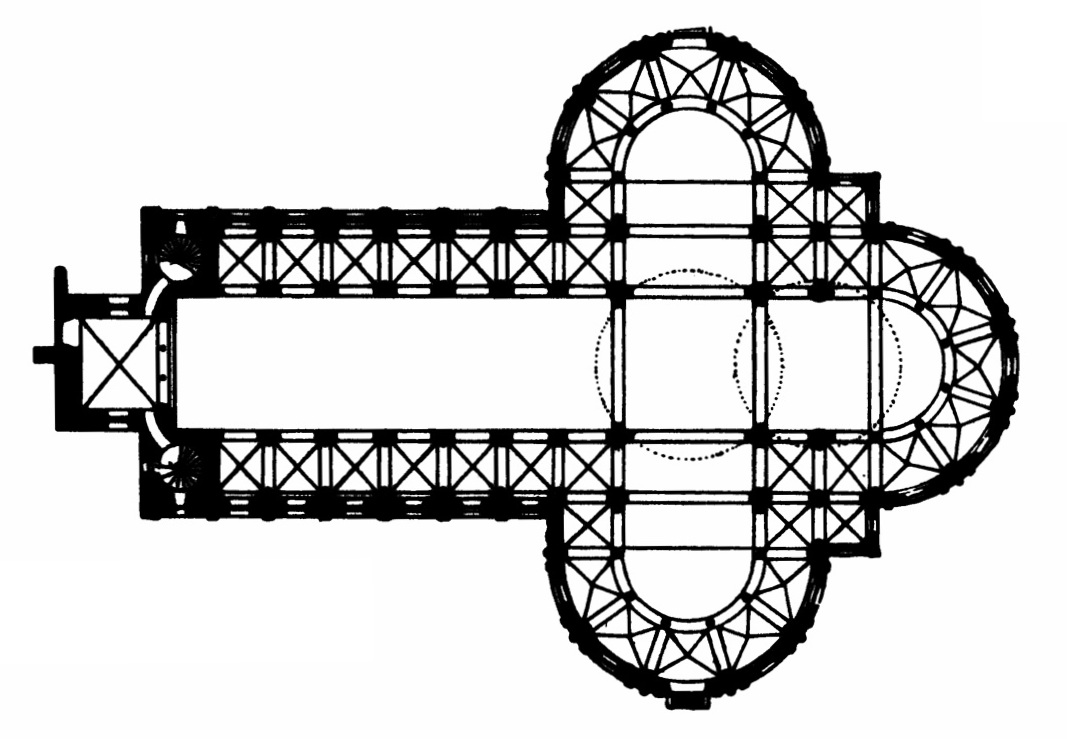
Grundriss von St. Maria im Kapitol mit Dreikonchenanlage
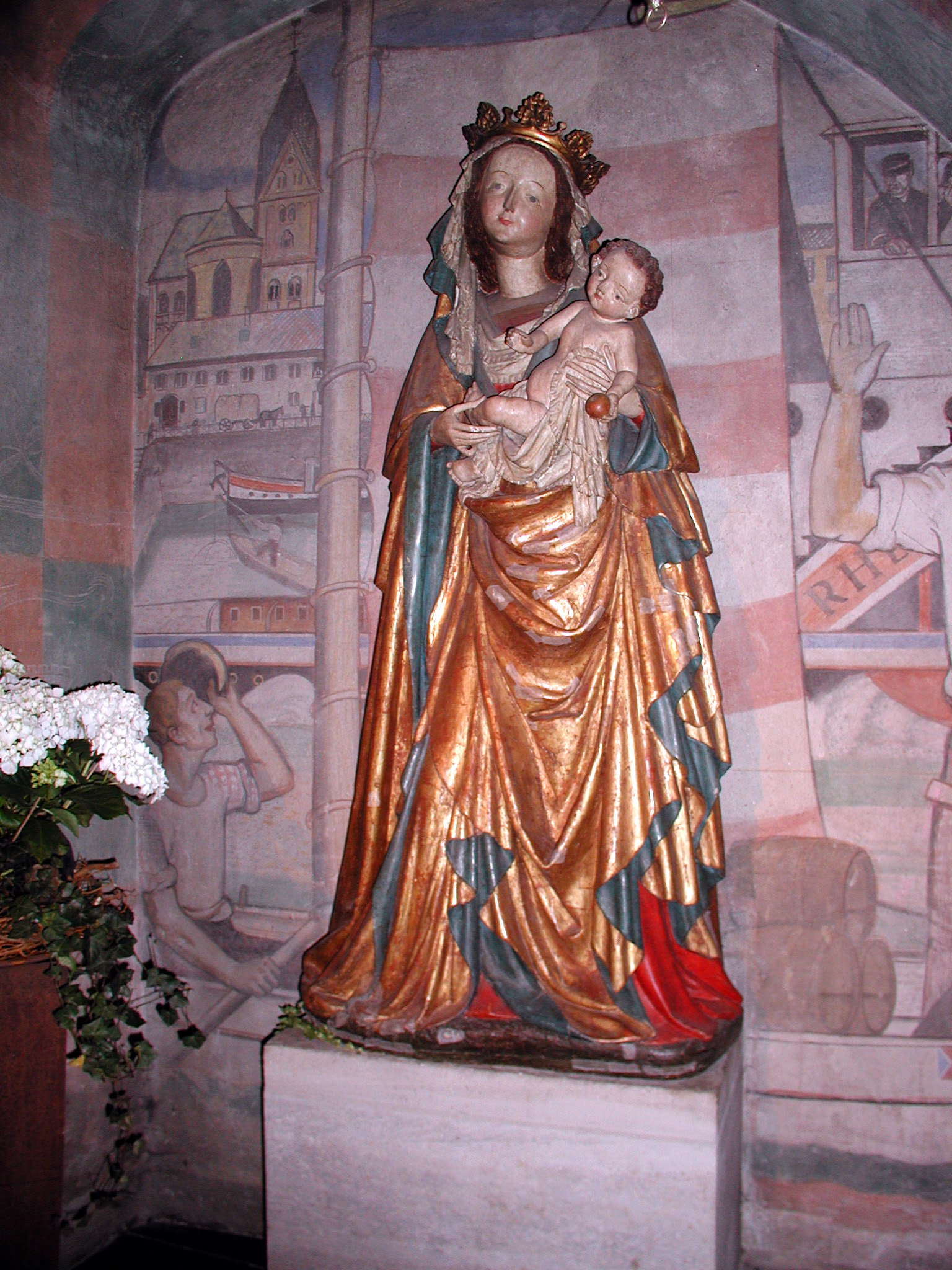
Schiffermadonna in St. Maria in Lyskirchen
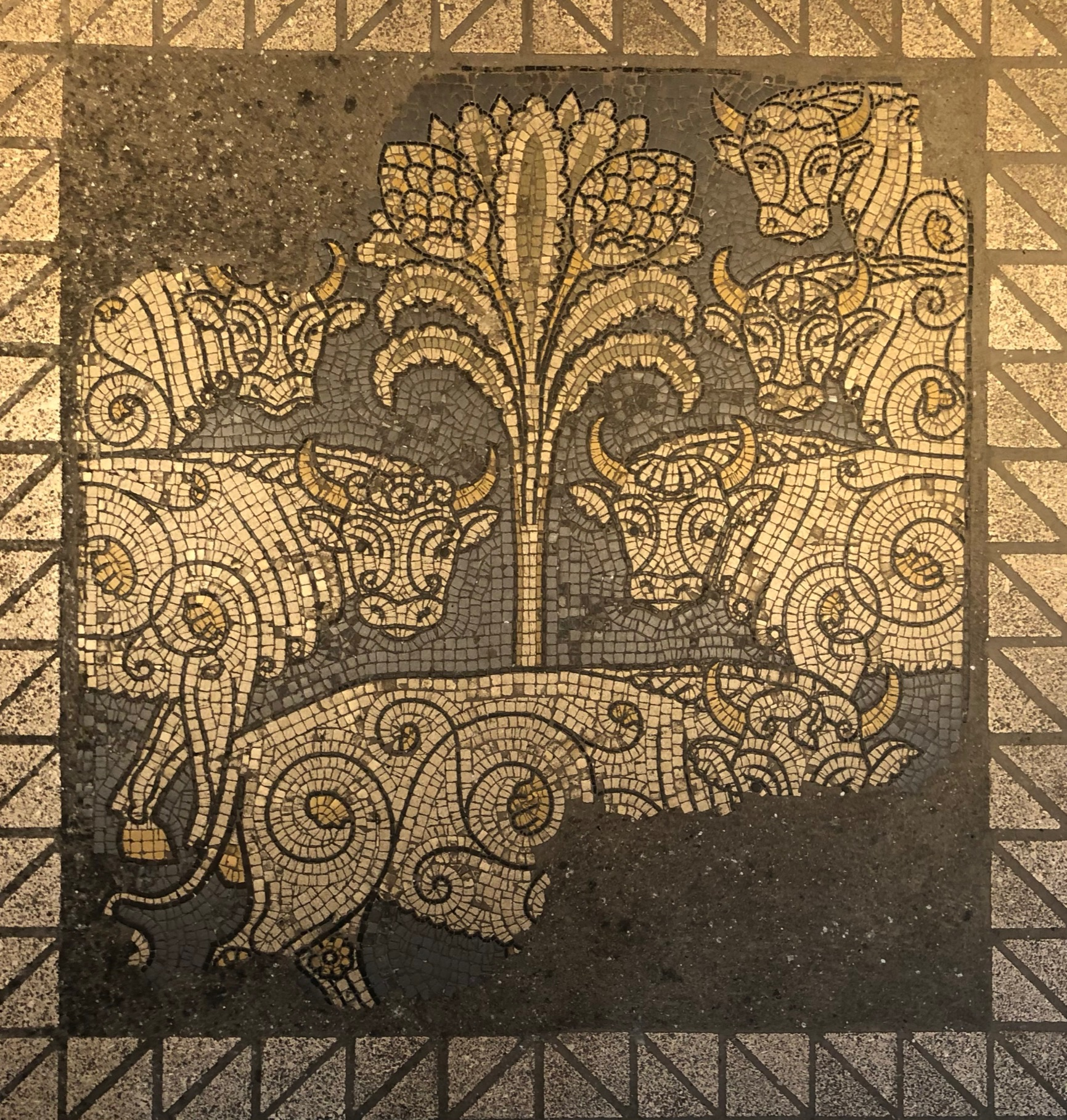
Bodenmosaik „Sieben fette Kühe“ in Groß St. Martin
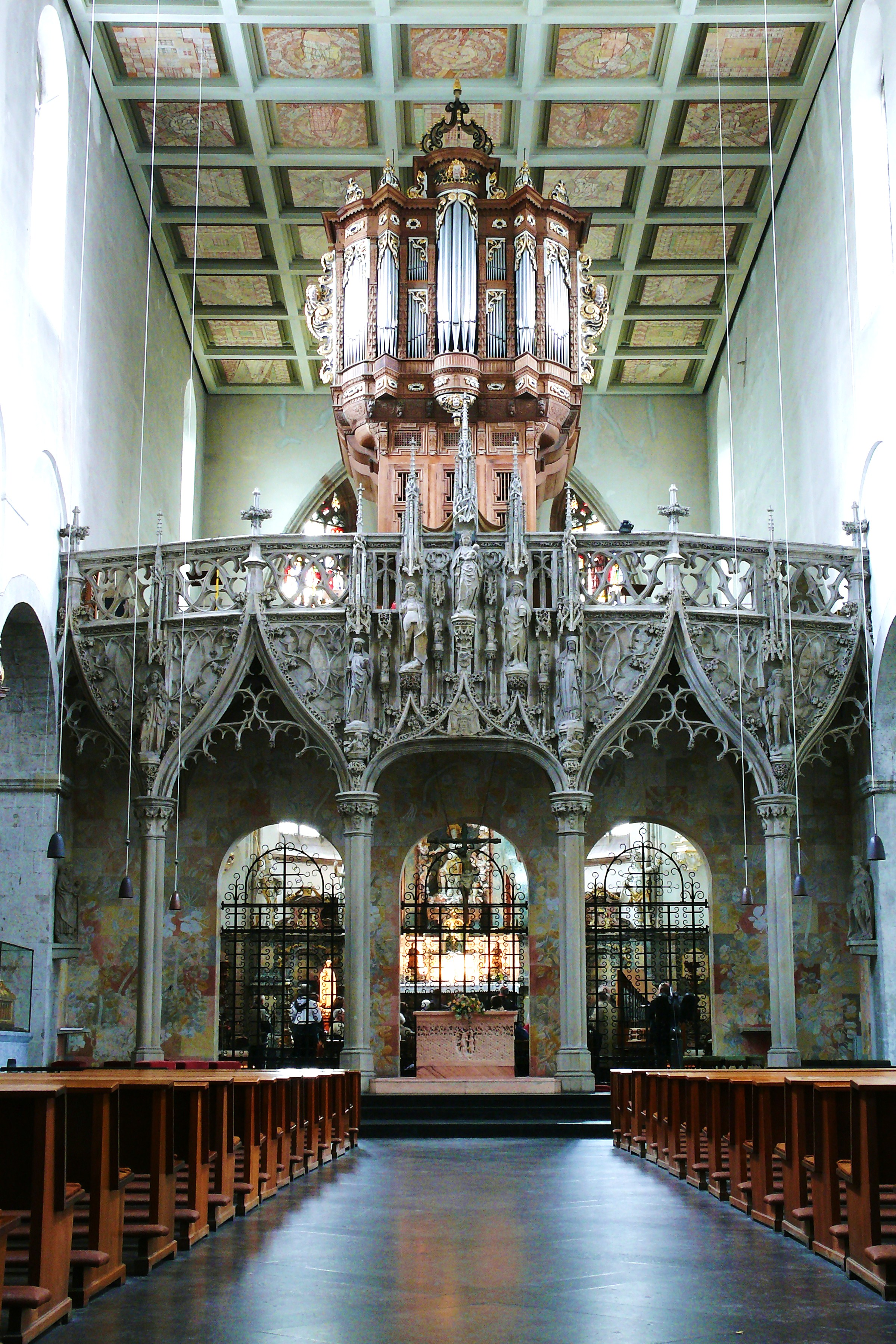
St. Pantaleon, gotischer Lettner
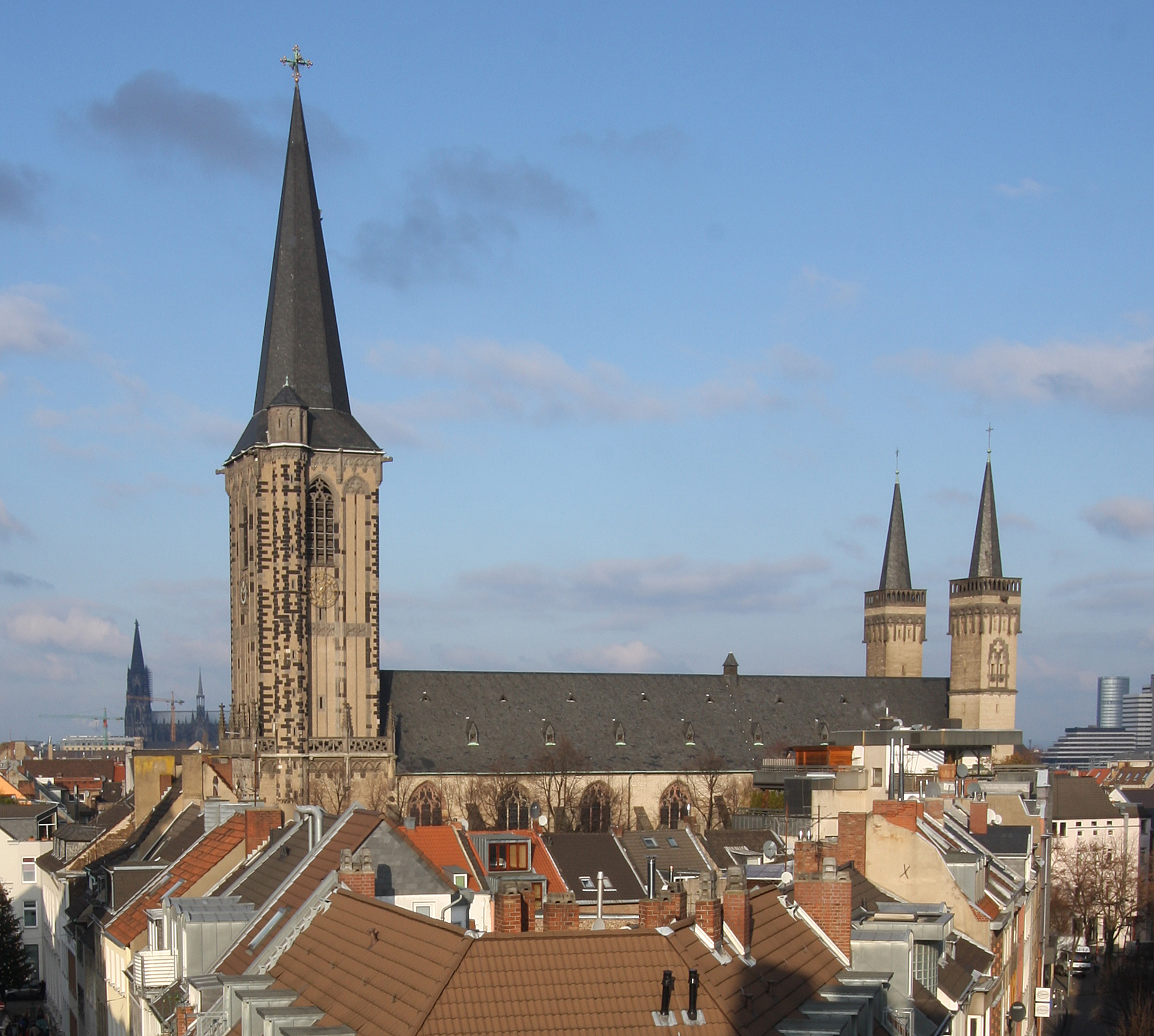
St. Severin
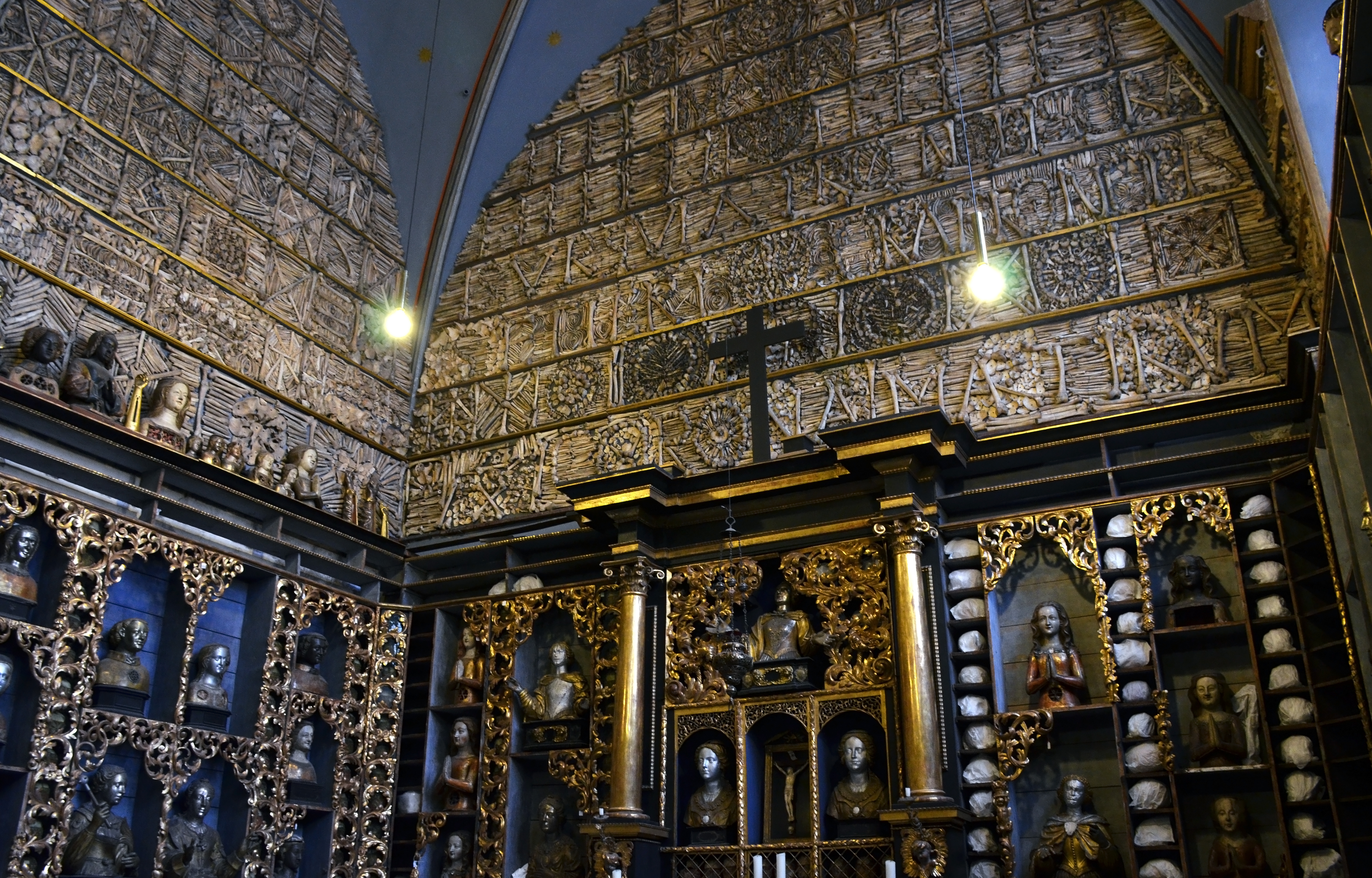
St. Ursula, Goldene Kammer

## Die 13 kleinen romanischen Kirchen
Später erweiterte man den Kreis der zu fördernden Kirchen um die kleinen ehemaligen romanischen Dorfkirchen außerhalb der mittelalterlichen Stadtmauer, die heute zum Kölner Stadtgebiet gehören:
- Deutz, Abtei Alt St. Heribert
- Dünnwald, St. Nikolaus
- Esch, St. Martinus
- Heumar, Alt St. Cornelius (Alter Turm)
- Lindenthal, Krieler Dömchen St. Stephanus
- Lövenich, St. Severin
- Merkenich, St. Brictius
- Niederzündorf, St. Michael
- Niehl, Alt St. Katharina
- Oberzündorf, St. Martin
- Rheinkassel, St. Amandus
- Rodenkirchen, Alt St. Maternus (Kapellchen)
- Westhoven, Nikolaus-Kapelle

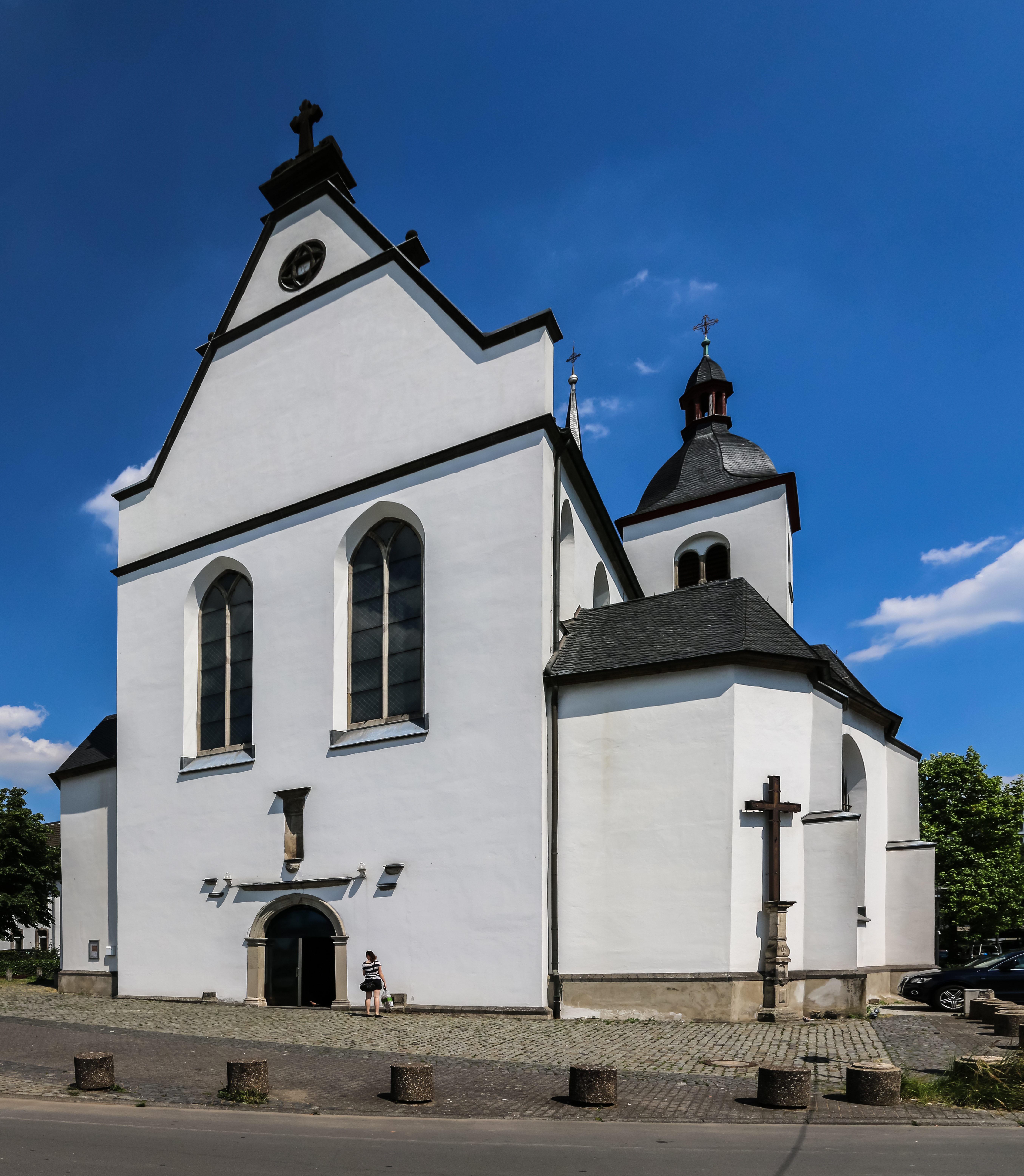
Alt St. Heribert
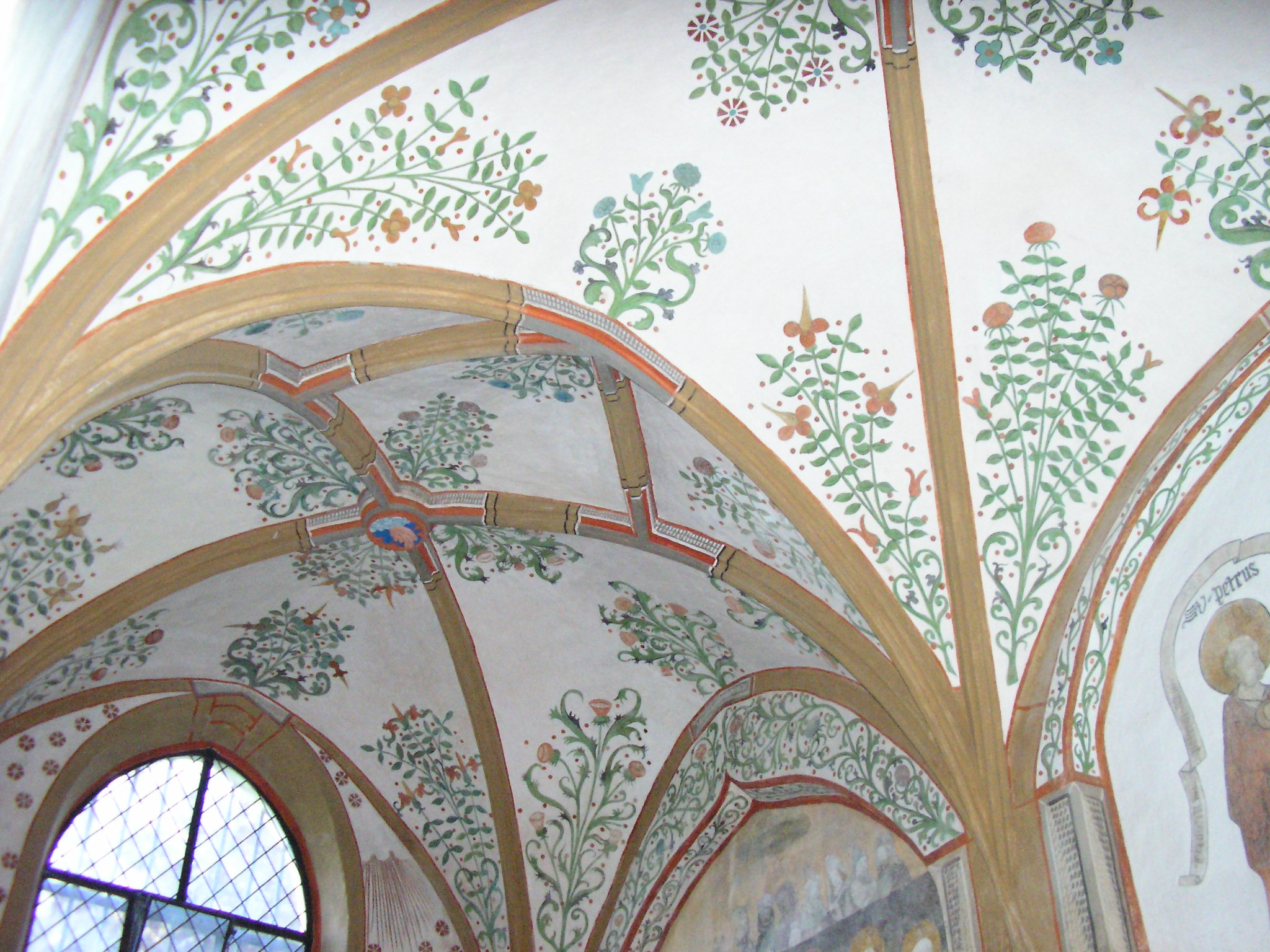
St. Nikolaus in Köln-Dünnwald
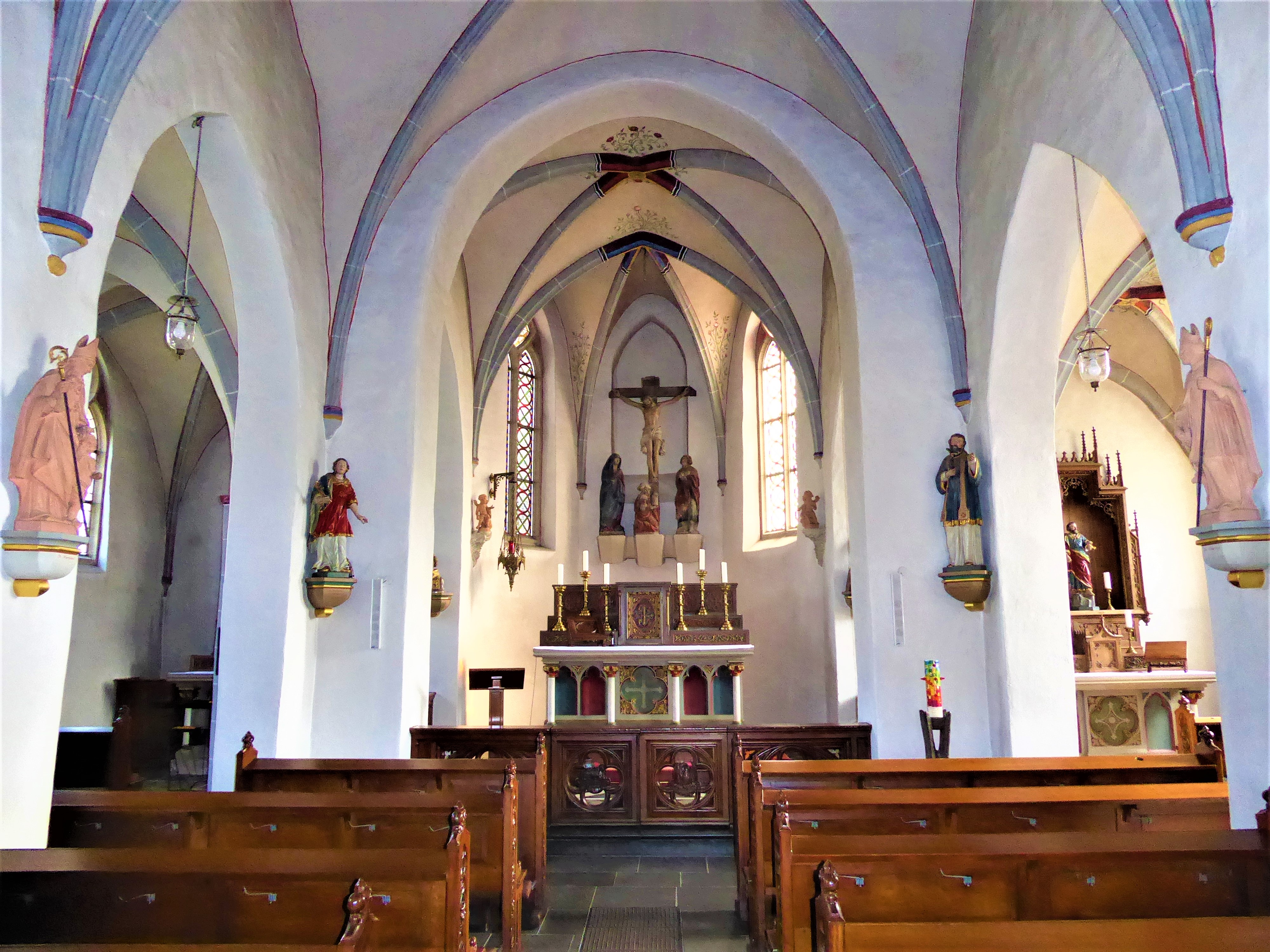
St. Martinus, Blick zum Chor
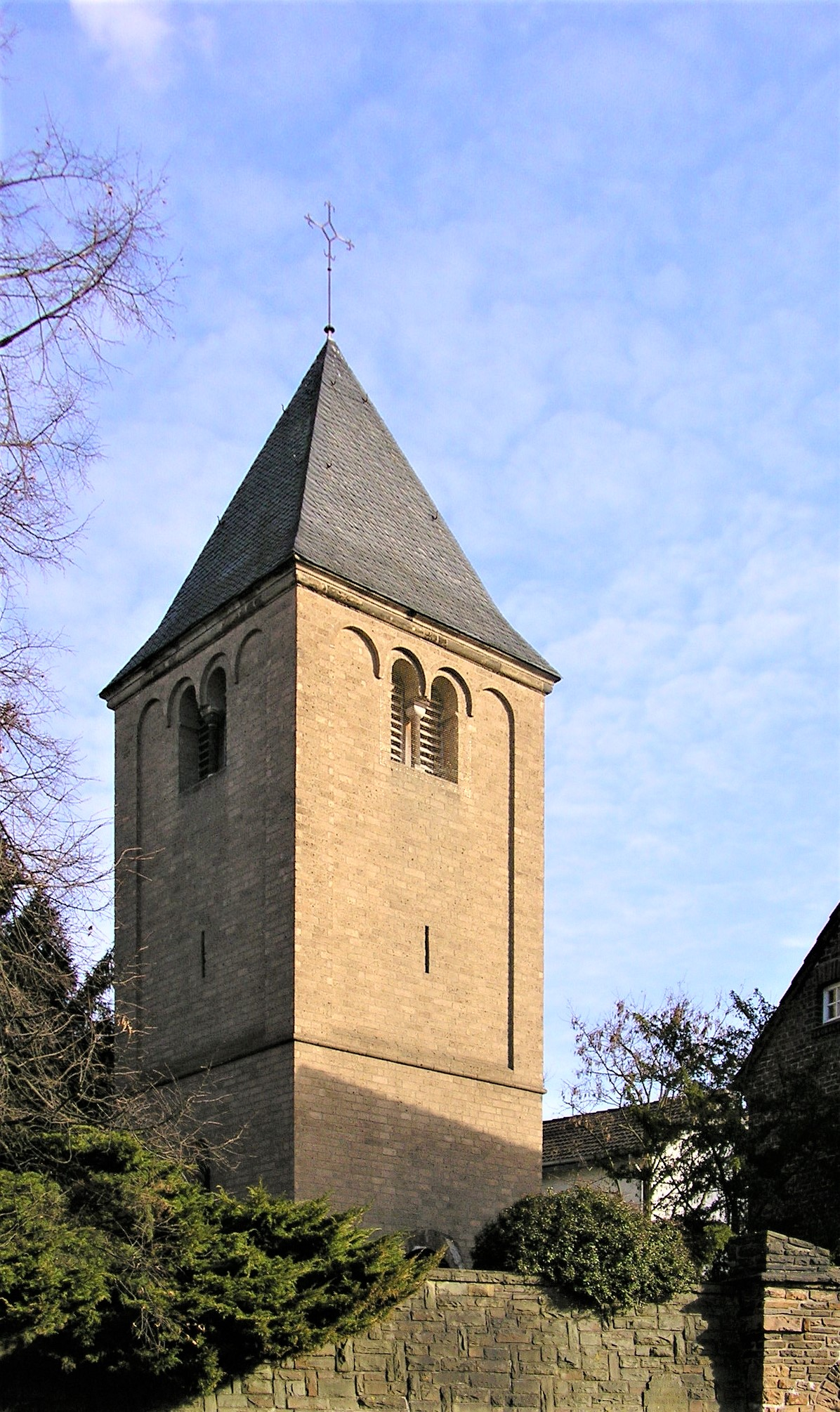
St. Cornelius, Turm ist noch erhalten
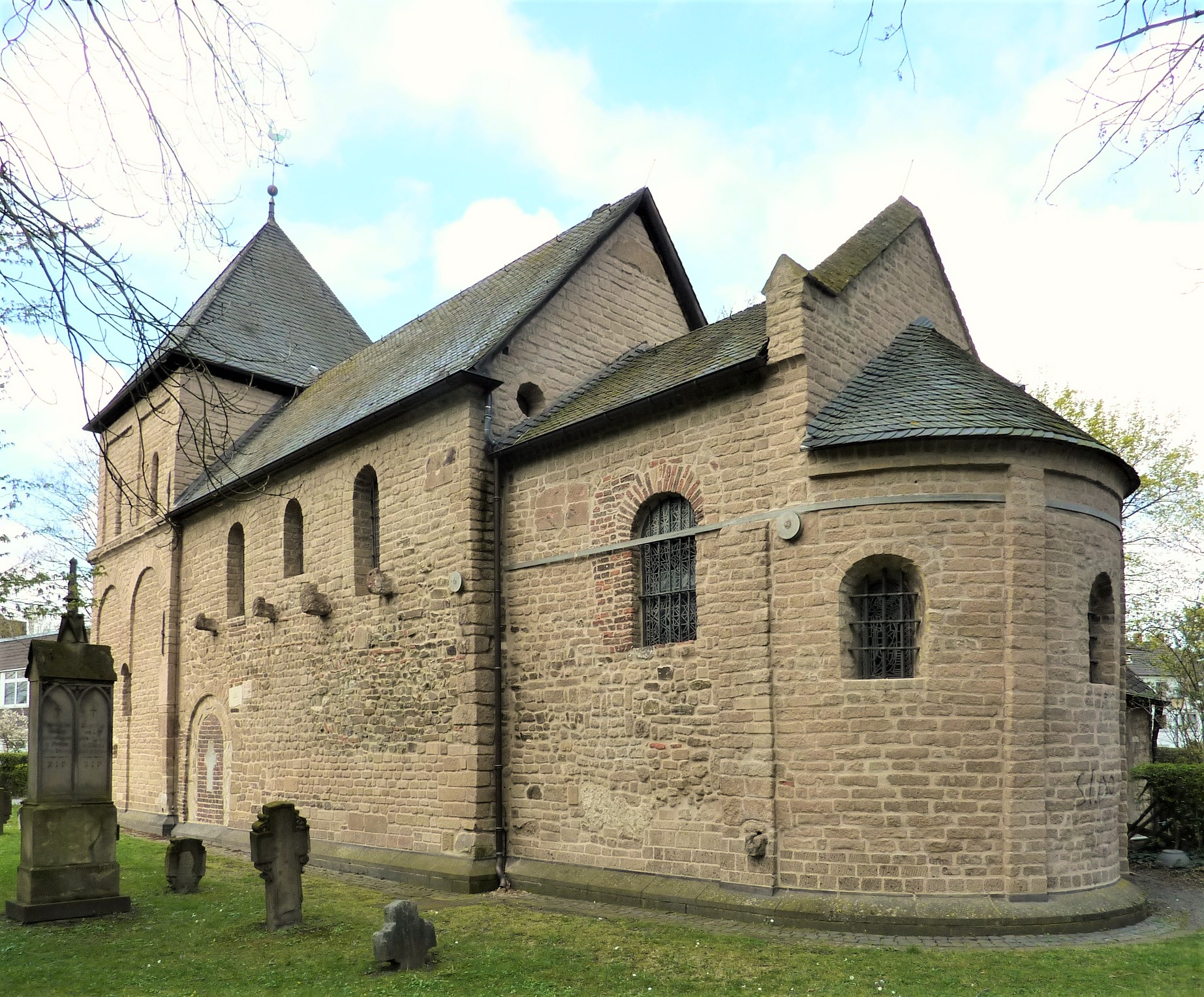
Lindenthal, Krieler Dömchen St. Stephanus
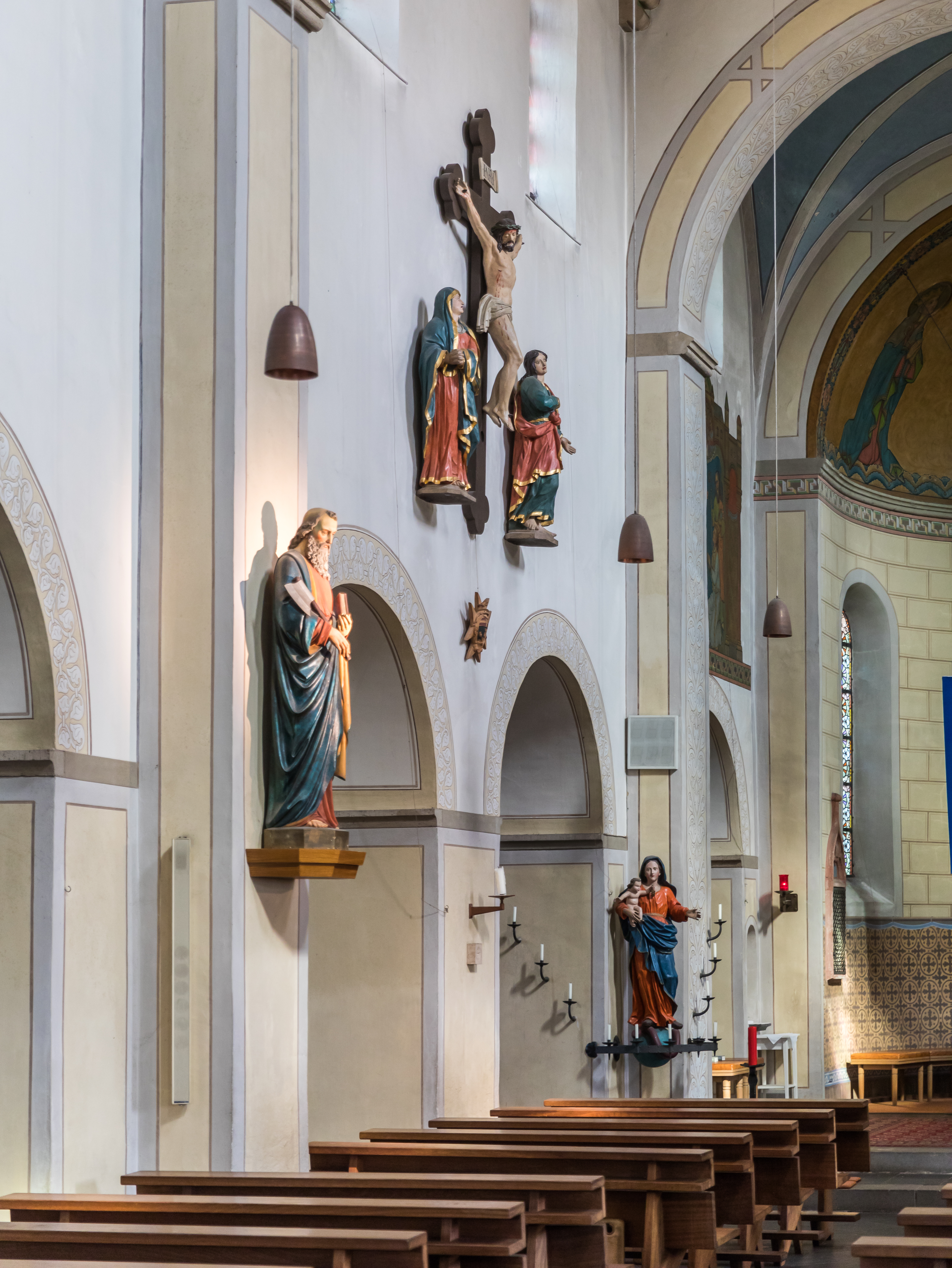
St. Severin in Lövenich, Detail des Innenraums
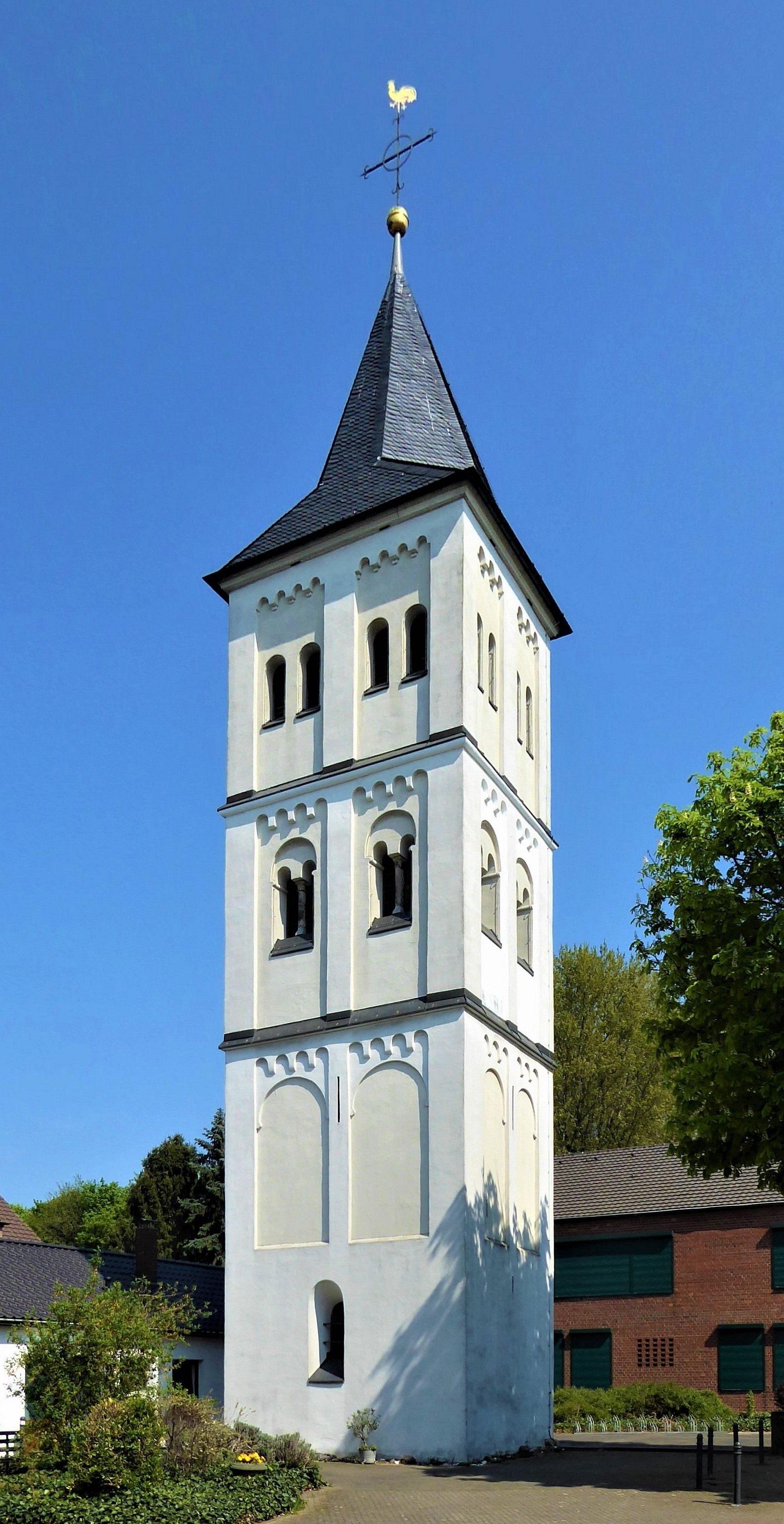
Merkenich, St. Brictius, romanischer Kirchturm
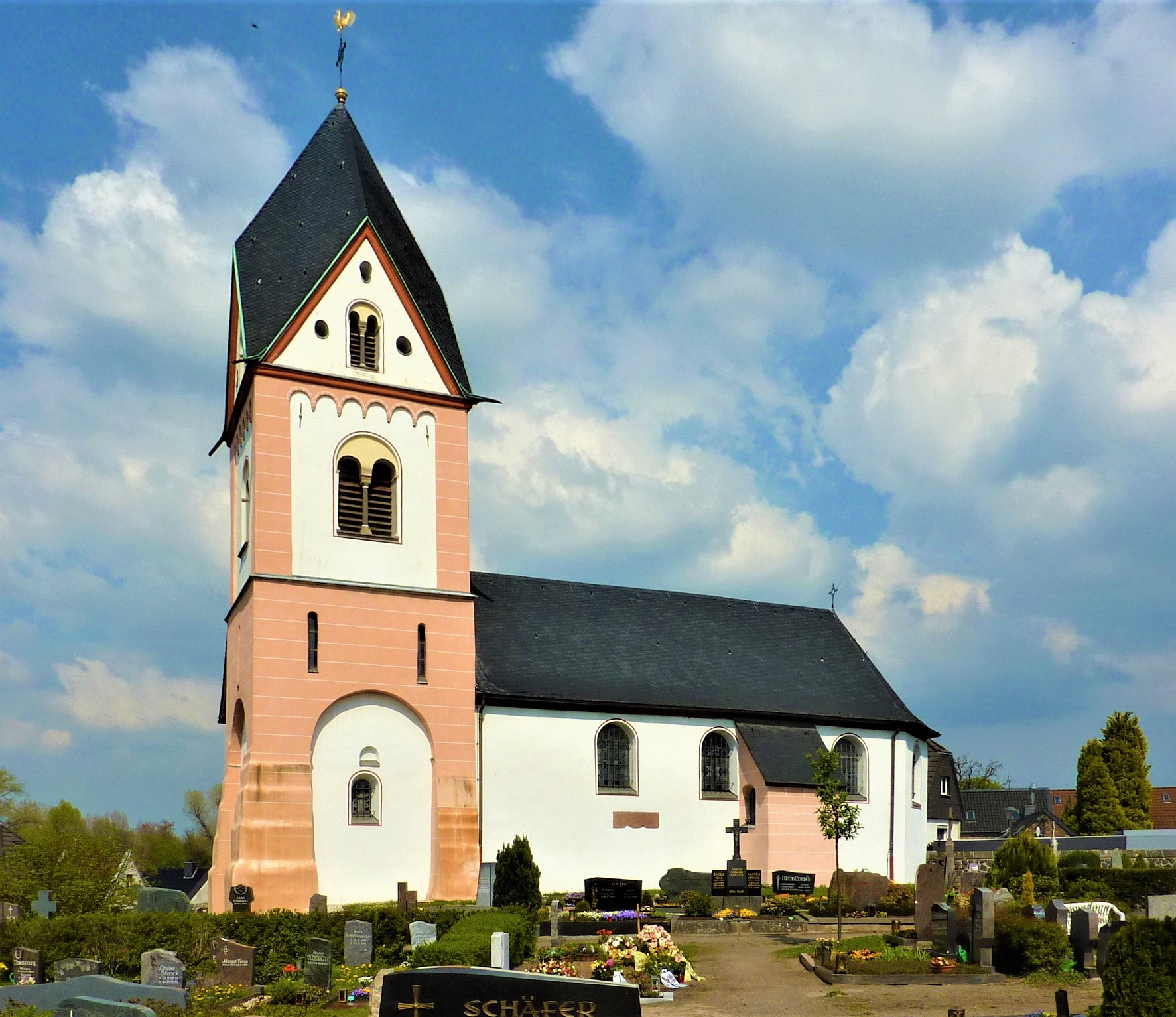
Niederzündorf, St. Michael
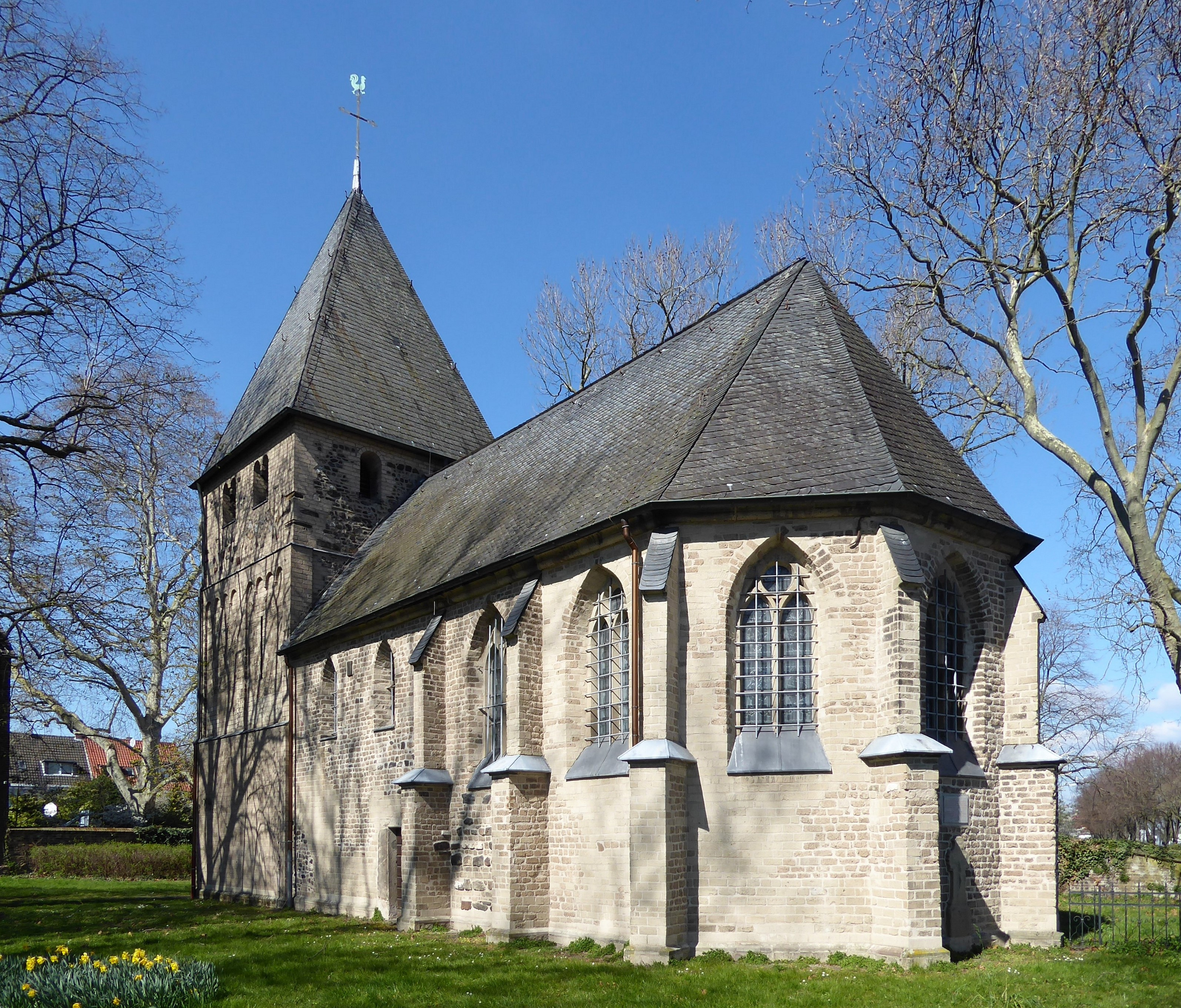
Alt St. Katharina
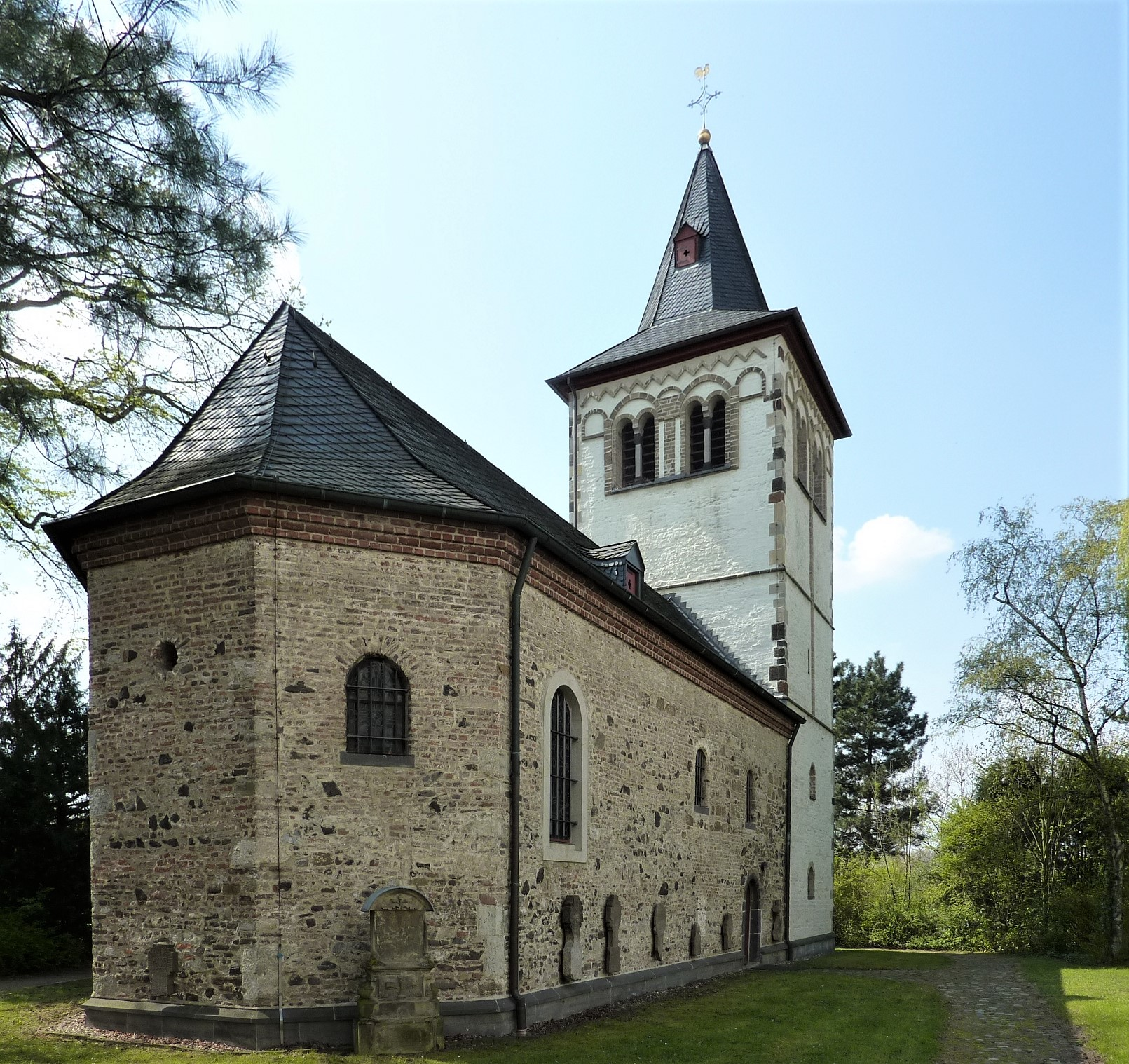
Oberzündorf, St. Martin
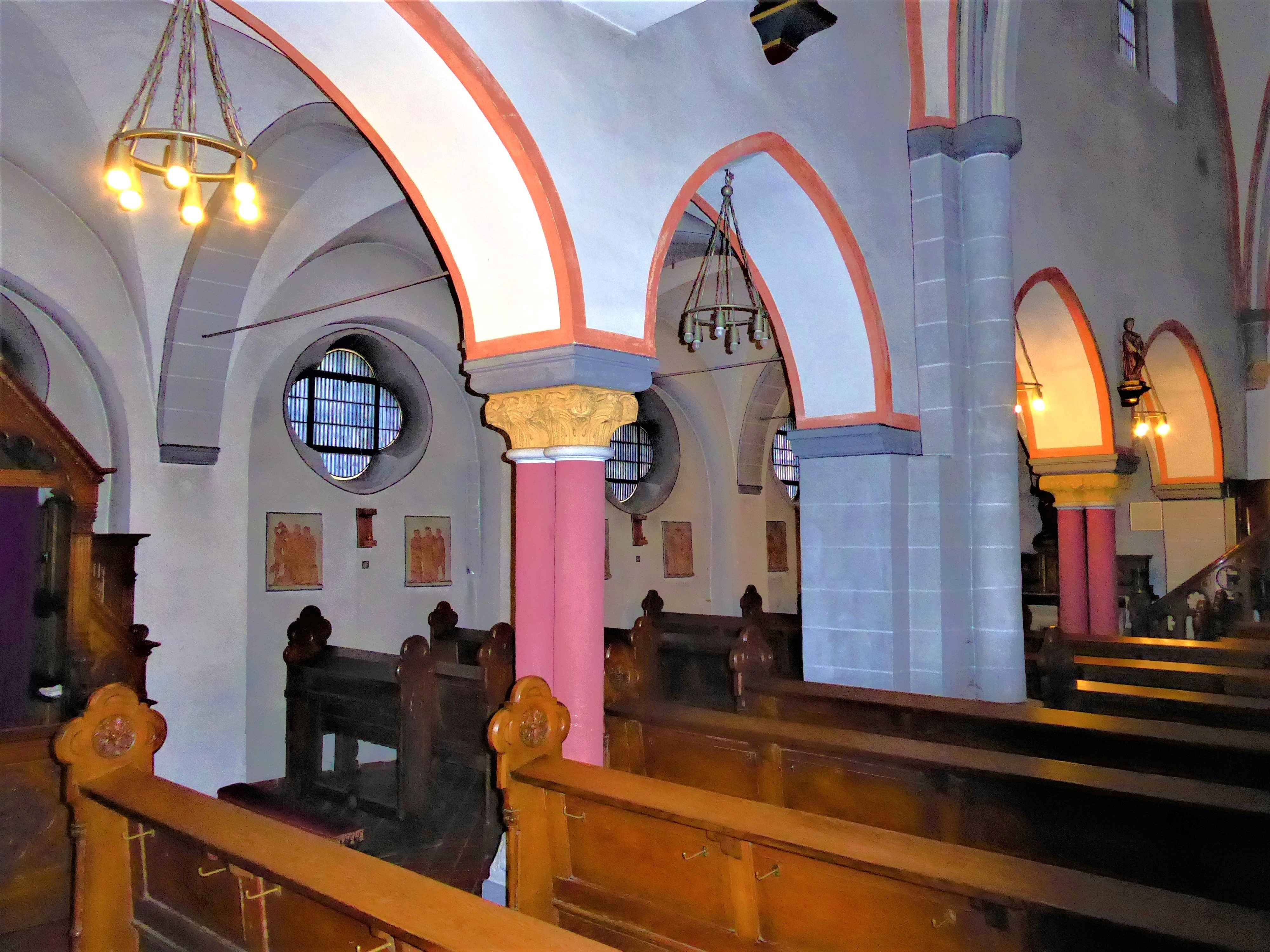
St. Amandus, Detail des Innenraums
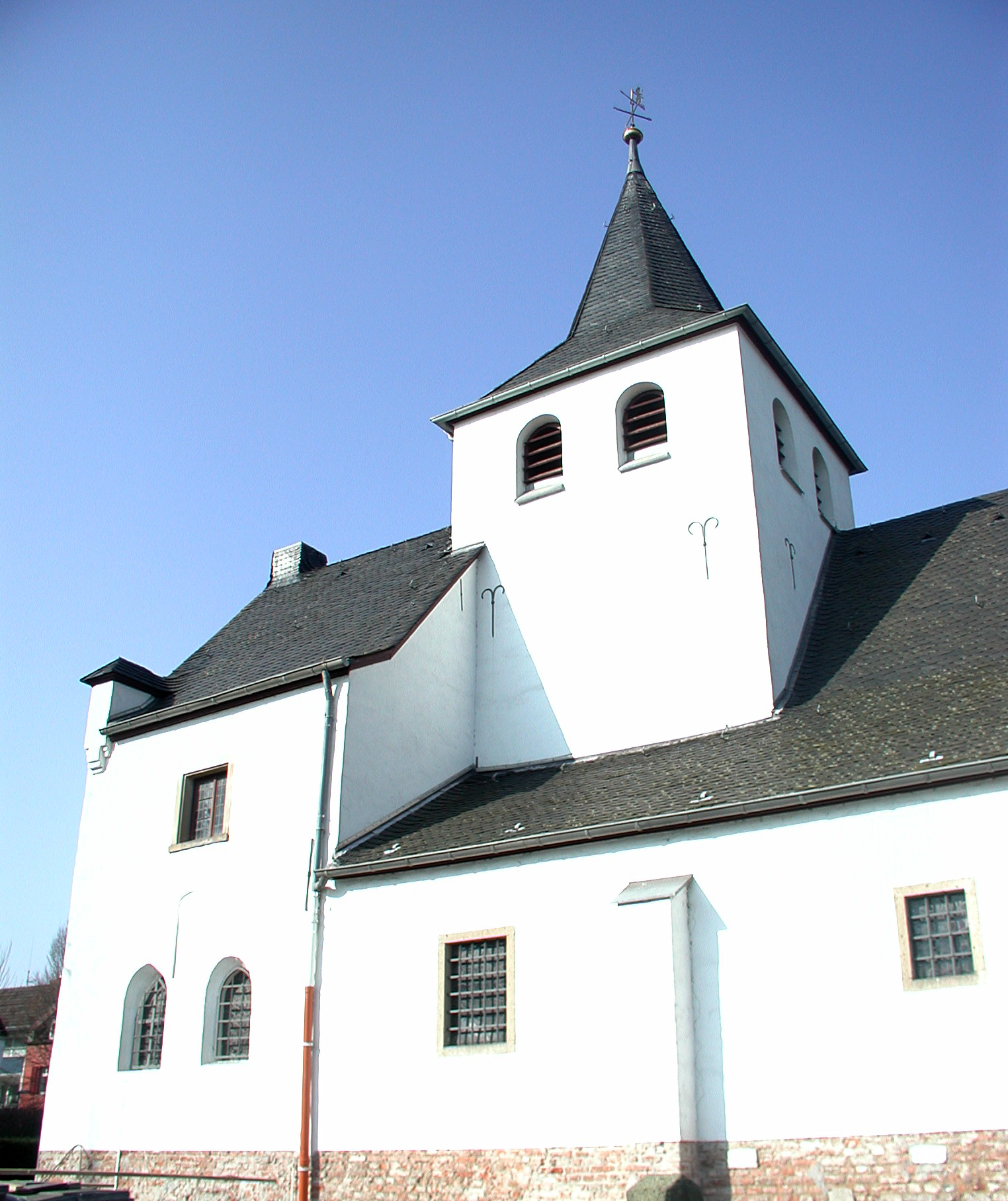
Rodenkirchen, Alt St. Maternus, 10. Jahrhundert
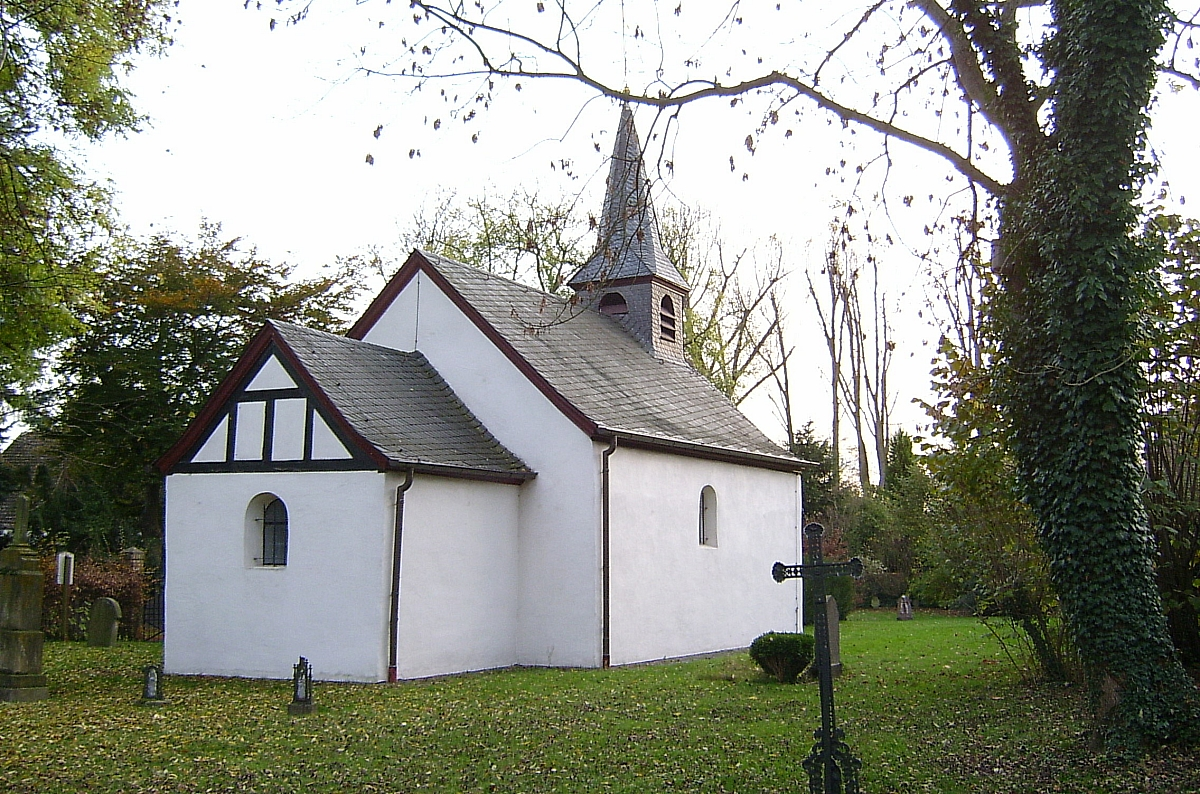
Westhoven, Nikolaus-Kapelle, die kleinste romanische Kirche Kölns

## Die vier ehemaligen romanischen Pfarrkirchen

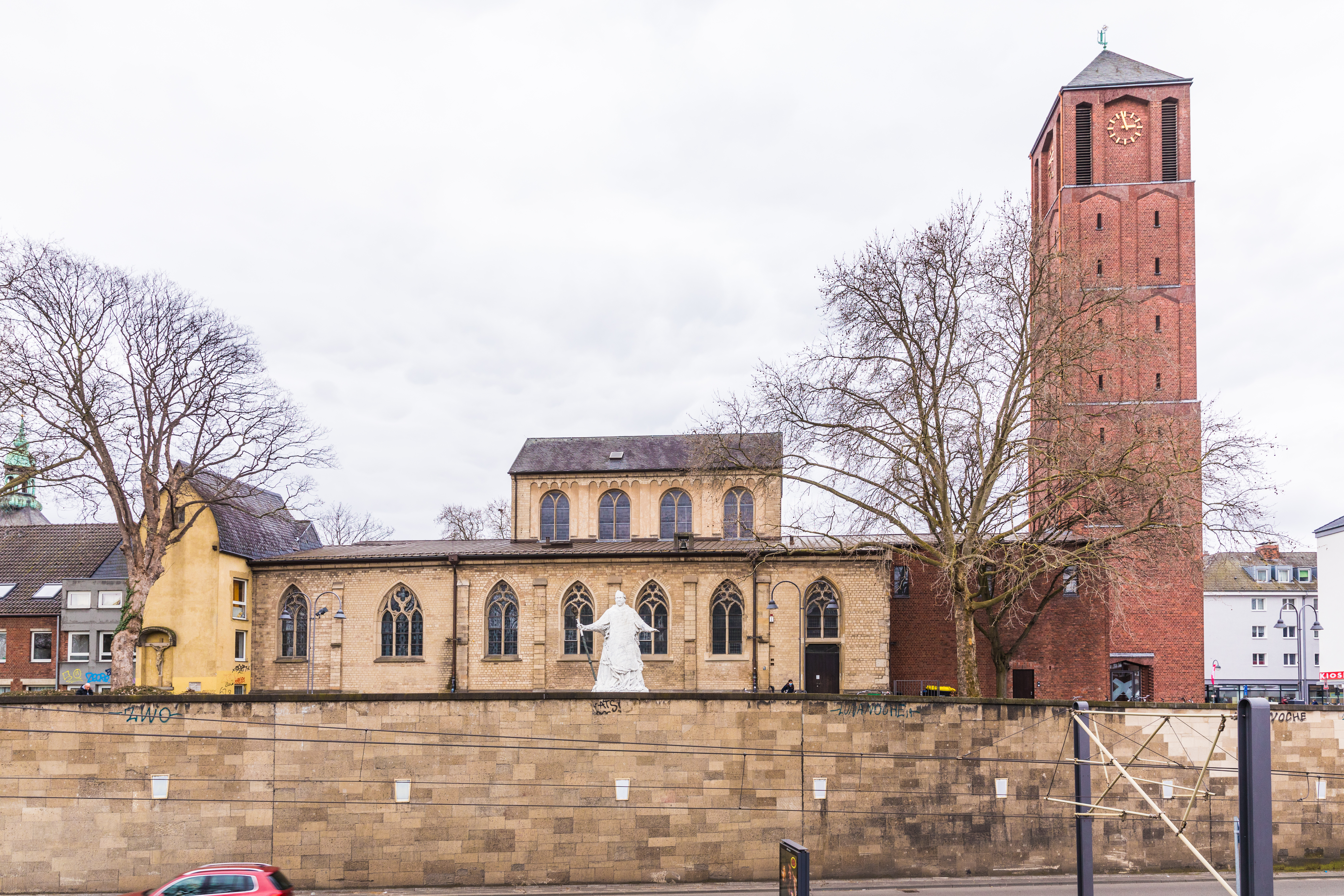
St. Johann-Baptist-Pfarrkirche, Nordseite (2021)

2005 wurden vier kleinere ehemalige Pfarrkirchen der Kölner Altstadt in das Förderprogramm aufgenommen. Zwei dieser Kirchen sind nur in Teilen erhalten und in neuere Bauten integriert:
- St. Johann Baptist
- St. Peter, Kirchturm, 11. Jahrhundert
- Alt St. Alban, integriert in den Gürzenich
- St. Kolumba, integriert in das Kolumba-Museum

Ebenfalls aufgenommen wurden:
- Alt St. Mauritius (Köln-Buchheim), Apsis um 1200
- St. Hubertus (Flittard), Kirchturm, 12. Jahrhundert

Nicht aufgenommen wurde Alt St. Pankratius (Köln-Worringen).

## Organe und Gremien
Die Mitgliederversammlung ist das zentrale Gremium des Vereins. Sie wählt den Vorstand. Der Vorstand kann aus bis zu 16 Mitgliedern bestehen. Helmut Loggen wurde 2023 zum Vorsitzenden gewählt, stellte sein Amt aber zum 31. Januar 2025 zur Verfügung. Die Stellvertreter Stefan Vesper und Thomas Werner führen bis zu einer Neuwahl die Vereinsgeschäfte. Stephan Ortolf (Sparkasse KölnBonn) ist Schatzmeister. Das Kuratorium, ehemals bestehend aus den Pfarrern und Rectores ecclesiae der romanischen Kirchen, soll zukünftig neu gebildet werden. Der aktuelle Vorstand wird sich in den kommenden Jahren verstärkt der Mitgliedergewinnung und Mitgliederbindung sowie der Spendenakquise widmen.

## Vereinsziele
Die Satzung des Vereins sieht die Förderung von 12 großen romanischen Kirchen der Kölner Innenstadt, der 13 kleinen romanischen, meist in den Außenbezirken gelegenen Kirchen sowie der vier ehemaligen romanischen Pfarrkirchen vor. Dies schlägt sich im materiellen Erhalt der Kirchen unter der Berücksichtigung des Denkmalschutzes sowie der Förderung von Wissenschaft und Forschung nieder. Die Umsetzung dieser Ziele erreicht der Verein z. B. durch die finanzielle Förderung des Erhalts und Ausgestaltung der romanischen Kirchen (Unterstützung von Baumaßnahmen in Kirchen, Restaurierungen der Ausstattung, Neuanschaffungen), die Umsetzung von Forschungsprojekten zu den romanischen Kirchen (Produktion von Publikationen) und Durchführung von Veranstaltungen, um die Bedeutung der Kirchen in die Öffentlichkeit zu tragen.

## Aktivitäten
In mehr als 40 Jahren Vereinsgeschichte konnten viele architektonische Projekte gefördert werden, so in St. Aposteln die Ausmalung des Kleeblattchores durch Hermann Gottfried, in St. Pantaleon die Herstellung der Langhausdecke, in St. Kunibert die Wiederherstellung des Tympanons und der Tür von Toni Zens, in St. Gereon die Glasmalereien von Georg Meistermann und Wilhelm Buschulte und in St. Maria im Kapitol die Fenster in den Konchen von Paul Weigmann. Seit 1988 fördert der Verein mit anderen Kulturträgern in den romanischen Kirchen Kölns den Romanischen Sommer, bei dem eine Woche lang musikalische Darbietungen zur Aufführung gelangen. Die Woche schließt mit der Romanischen Nacht in St. Maria im Kapitol als Höhepunkt.

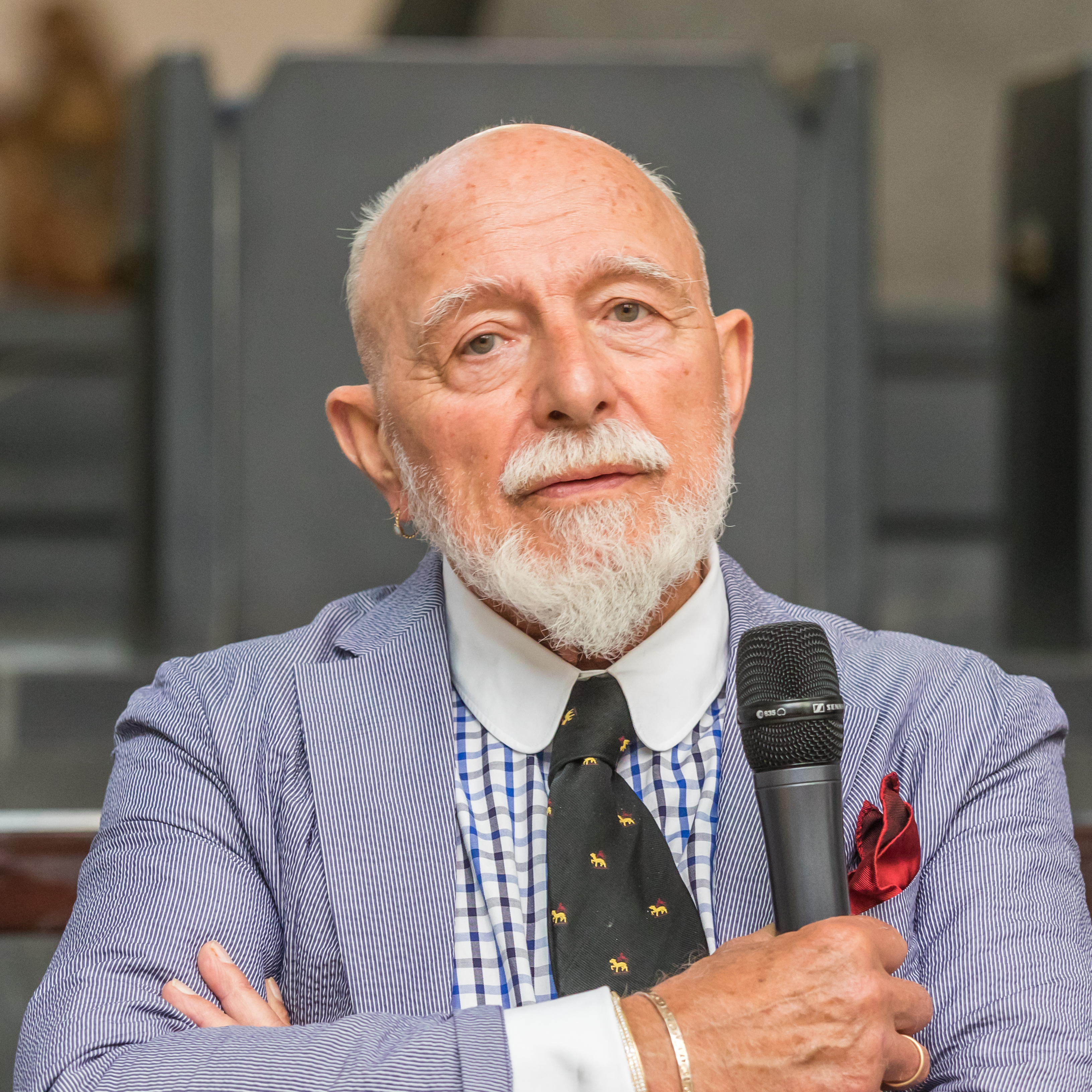
Markus Lüpertz anlässlich der Vorstellung des Peter-von-Mailand-Fensters 2020 in St. Andreas

In St. Andreas hat der Verein zuletzt ein Leuchtturmprojekt gefördert: eine Serie von Fenstern mit moderner Glaskunst von Markus Lüpertz, die von der Fa. Derix Glasstudios Taunusstein hergestellt wurden. 2024/25 werden die letzten Fenster eingebaut sein. Hierbei konnten rund zwei Mio. Euro durch den Verein und zahlreiche Stifter bereitgestellt werden.
- 2022 feierte der Verein sein vierzigjähriges Bestehen in St. Kunibert. Dazu wurde eine Publikation „Romanik und Porträt“ herausgegeben, in der Persönlichkeiten der Stadt ihre Verbundenheit mit den romanischen Kirchen Kölns beschreiben.
- 2016 veröffentlichte der Förderverein eine Smartphone-App „12 Romanische Kirchen in Köln“.[9]
- 2012 wurde eine Stiftung gegründet (Stiftung Romanische Kirchen Köln), die die Arbeit des Vereins dauerhaft sicherstellen soll.[10]
- 2010 veranstaltete der Förderverein ein Symposium zur modernen Glasmalerei, dessen Ergebnisse im Jahrbuch „Colonia Romanica“ publiziert wurden.[11]
- 2007 hielt man eine Tagung zur Kirche St. Maria im Kapitol ab – veröffentlicht in „Colonia Romanica“.[12]
- 2006 feierte der Verein sein 25-jähriges Jubiläum mit einer Ausstellung im Kölner Rathaus und zahlreichen Veranstaltungen, so z. B. einem wissenschaftlichen Kolloquium zu St. Pantaleon.
- 1998 erhielt der Förderverein den Deutschen Preis für Denkmalschutz, mit dem die „beeindruckende Arbeit … für die romanischen Kirchen … die mit dem Abschluß der Sanierungsarbeiten an St. Kunibert wiederhergestellt sind“, gewürdigt wurde.
- 1985 wurde das „Jahr der romanischen Kirchen“ ausgerufen. 40 Jahre nach Kriegsende besuchte der damalige Bundespräsident Richard von Weizsäcker im März den Gürzenich sowie Groß St. Martin und nahm dort an einem Gottesdienst teil. Begleitet wurde dieses Kirchenjahr durch die Ausstellung „Ornamenta Ecclesiae – Kunst und Künstler der Romanik“ die sich zu einem großen Publikumsmagnet entwickelte.[13]
- am 18. Dezember 1981 wurde der Förderverein Romanische Kirchen Köln e. V. auf Initiative der damaligen Stadtkonservatorin Dr. Hiltrud Kier gegründet.[14] Vorsitzender wurde der ehemalige Präsident des Landesrechnungshofs, Günter Heidecke, Kier seine Stellvertreterin, Schatzmeister wurde der Vorstandsvorsitzende der Sparkasse KölnBonn Fritz Hermanns. Anlass zur Gründung war die Beseitigung der damals immer noch sichtbaren Kriegsschäden an den romanischen Kirchen, beispielsweise an St. Kunibert. Nachfolger von Günter Heidecke wurde 2002 Helmut Haumann, der dem Verein bis 2023 vorstand.

## Literatur

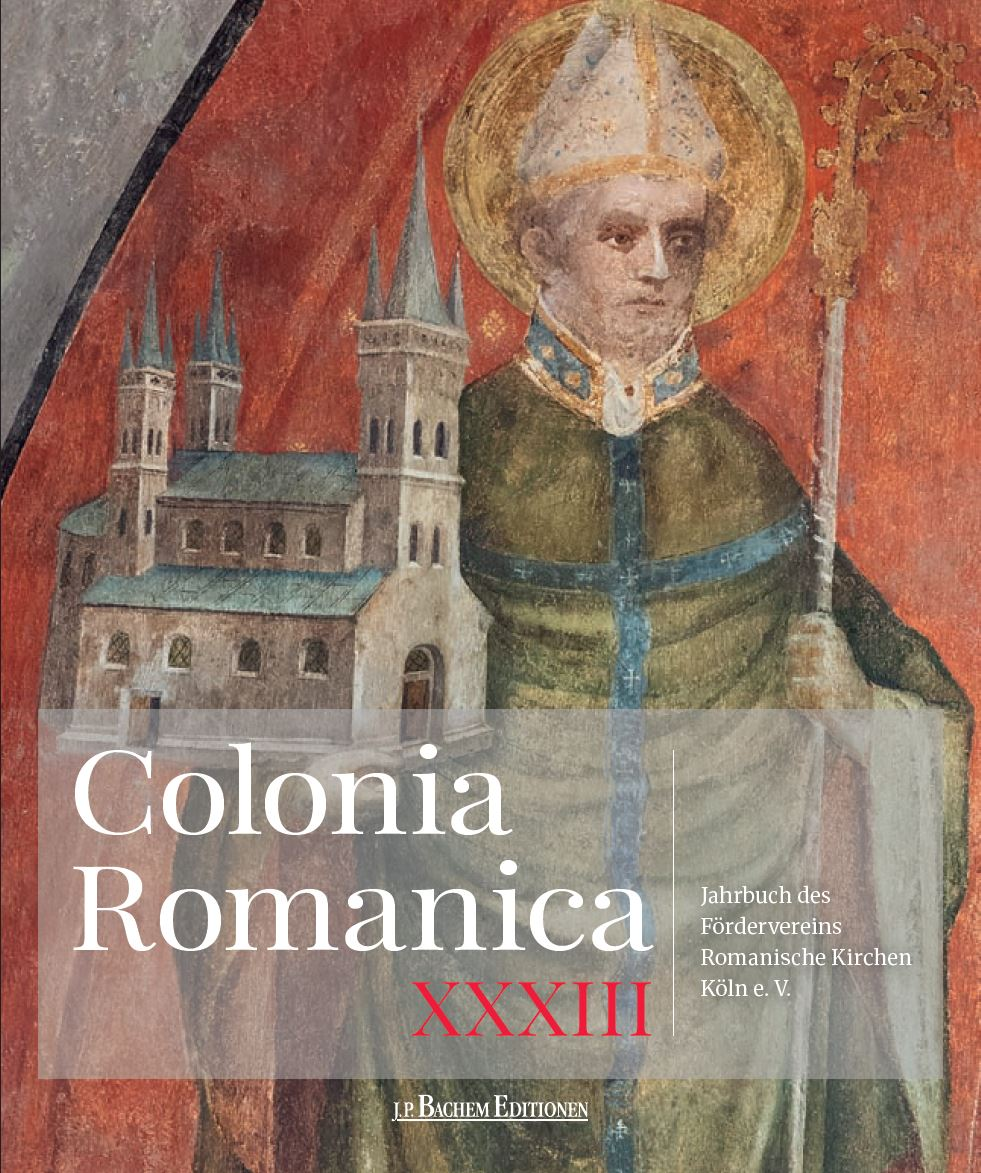
Colonia Romanica 33, 2019